# 1886
Portal Geschichte | Portal Biografien | Aktuelle Ereignisse | Jahreskalender | Tagesartikel

◄ |
18. Jahrhundert |
19. Jahrhundert
| 20. Jahrhundert | ►

◄ |
1850er |
1860er |
1870er |
1880er
| 1890er | 1900er | 1910er | ►

◄◄ |
◄ |
1882 |
1883 |
1884 |
1885 |
1886
| 1887 | 1888 | 1889 | 1890 | ► | ►►
Staatsoberhäupter · Wahlen · Nekrolog   · Musikjahr   · Sportjahr
| Januar | Januar | Januar | Januar | Januar | Januar | Januar | Januar |
| Kw     | Mo     | Di     | Mi     | Do     | Fr     | Sa     | So     |
| ------ | ------ | ------ | ------ | ------ | ------ | ------ | ------ |
| 53     |        |        |        |        | 1      | 2      | 3      |
| 1      | 4      | 5      | 6      | 7      | 8      | 9      | 10     |
| 2      | 11     | 12     | 13     | 14     | 15     | 16     | 17     |
| 3      | 18     | 19     | 20     | 21     | 22     | 23     | 24     |
| 4      | 25     | 26     | 27     | 28     | 29     | 30     | 31     |

| Februar | Februar | Februar | Februar | Februar | Februar | Februar | Februar |
| Kw      | Mo      | Di      | Mi      | Do      | Fr      | Sa      | So      |
| ------- | ------- | ------- | ------- | ------- | ------- | ------- | ------- |
| 5       | 1       | 2       | 3       | 4       | 5       | 6       | 7       |
| 6       | 8       | 9       | 10      | 11      | 12      | 13      | 14      |
| 7       | 15      | 16      | 17      | 18      | 19      | 20      | 21      |
| 8       | 22      | 23      | 24      | 25      | 26      | 27      | 28      |

| März | März | März | März | März | März | März | März |
| Kw   | Mo   | Di   | Mi   | Do   | Fr   | Sa   | So   |
| ---- | ---- | ---- | ---- | ---- | ---- | ---- | ---- |
| 9    | 1    | 2    | 3    | 4    | 5    | 6    | 7    |
| 10   | 8    | 9    | 10   | 11   | 12   | 13   | 14   |
| 11   | 15   | 16   | 17   | 18   | 19   | 20   | 21   |
| 12   | 22   | 23   | 24   | 25   | 26   | 27   | 28   |
| 13   | 29   | 30   | 31   |      |      |      |      |

| April | April | April | April | April | April | April | April |
| Kw    | Mo    | Di    | Mi    | Do    | Fr    | Sa    | So    |
| ----- | ----- | ----- | ----- | ----- | ----- | ----- | ----- |
| 13    |       |       |       | 1     | 2     | 3     | 4     |
| 14    | 5     | 6     | 7     | 8     | 9     | 10    | 11    |
| 15    | 12    | 13    | 14    | 15    | 16    | 17    | 18    |
| 16    | 19    | 20    | 21    | 22    | 23    | 24    | 25    |
| 17    | 26    | 27    | 28    | 29    | 30    |       |       |

| Mai | Mai | Mai | Mai | Mai | Mai | Mai | Mai |
| Kw  | Mo  | Di  | Mi  | Do  | Fr  | Sa  | So  |
| --- | --- | --- | --- | --- | --- | --- | --- |
| 17  |     |     |     |     |     | 1   | 2   |
| 18  | 3   | 4   | 5   | 6   | 7   | 8   | 9   |
| 19  | 10  | 11  | 12  | 13  | 14  | 15  | 16  |
| 20  | 17  | 18  | 19  | 20  | 21  | 22  | 23  |
| 21  | 24  | 25  | 26  | 27  | 28  | 29  | 30  |
| 22  | 31  |     |     |     |     |     |     |

| Juni | Juni | Juni | Juni | Juni | Juni | Juni | Juni |
| Kw   | Mo   | Di   | Mi   | Do   | Fr   | Sa   | So   |
| ---- | ---- | ---- | ---- | ---- | ---- | ---- | ---- |
| 22   |      | 1    | 2    | 3    | 4    | 5    | 6    |
| 23   | 7    | 8    | 9    | 10   | 11   | 12   | 13   |
| 24   | 14   | 15   | 16   | 17   | 18   | 19   | 20   |
| 25   | 21   | 22   | 23   | 24   | 25   | 26   | 27   |
| 26   | 28   | 29   | 30   |      |      |      |      |

| Juli | Juli | Juli | Juli | Juli | Juli | Juli | Juli |
| Kw   | Mo   | Di   | Mi   | Do   | Fr   | Sa   | So   |
| ---- | ---- | ---- | ---- | ---- | ---- | ---- | ---- |
| 26   |      |      |      | 1    | 2    | 3    | 4    |
| 27   | 5    | 6    | 7    | 8    | 9    | 10   | 11   |
| 28   | 12   | 13   | 14   | 15   | 16   | 17   | 18   |
| 29   | 19   | 20   | 21   | 22   | 23   | 24   | 25   |
| 30   | 26   | 27   | 28   | 29   | 30   | 31   |      |

| August | August | August | August | August | August | August | August |
| Kw     | Mo     | Di     | Mi     | Do     | Fr     | Sa     | So     |
| ------ | ------ | ------ | ------ | ------ | ------ | ------ | ------ |
| 30     |        |        |        |        |        |        | 1      |
| 31     | 2      | 3      | 4      | 5      | 6      | 7      | 8      |
| 32     | 9      | 10     | 11     | 12     | 13     | 14     | 15     |
| 33     | 16     | 17     | 18     | 19     | 20     | 21     | 22     |
| 34     | 23     | 24     | 25     | 26     | 27     | 28     | 29     |
| 35     | 30     | 31     |        |        |        |        |        |

| September | September | September | September | September | September | September | September |
| Kw        | Mo        | Di        | Mi        | Do        | Fr        | Sa        | So        |
| --------- | --------- | --------- | --------- | --------- | --------- | --------- | --------- |
| 35        |           |           | 1         | 2         | 3         | 4         | 5         |
| 36        | 6         | 7         | 8         | 9         | 10        | 11        | 12        |
| 37        | 13        | 14        | 15        | 16        | 17        | 18        | 19        |
| 38        | 20        | 21        | 22        | 23        | 24        | 25        | 26        |
| 39        | 27        | 28        | 29        | 30        |           |           |           |

| Oktober | Oktober | Oktober | Oktober | Oktober | Oktober | Oktober | Oktober |
| Kw      | Mo      | Di      | Mi      | Do      | Fr      | Sa      | So      |
| ------- | ------- | ------- | ------- | ------- | ------- | ------- | ------- |
| 39      |         |         |         |         | 1       | 2       | 3       |
| 40      | 4       | 5       | 6       | 7       | 8       | 9       | 10      |
| 41      | 11      | 12      | 13      | 14      | 15      | 16      | 17      |
| 42      | 18      | 19      | 20      | 21      | 22      | 23      | 24      |
| 43      | 25      | 26      | 27      | 28      | 29      | 30      | 31      |

| November | November | November | November | November | November | November | November |
| Kw       | Mo       | Di       | Mi       | Do       | Fr       | Sa       | So       |
| -------- | -------- | -------- | -------- | -------- | -------- | -------- | -------- |
| 44       | 1        | 2        | 3        | 4        | 5        | 6        | 7        |
| 45       | 8        | 9        | 10       | 11       | 12       | 13       | 14       |
| 46       | 15       | 16       | 17       | 18       | 19       | 20       | 21       |
| 47       | 22       | 23       | 24       | 25       | 26       | 27       | 28       |
| 48       | 29       | 30       |          |          |          |          |          |

| Dezember | Dezember | Dezember | Dezember | Dezember | Dezember | Dezember | Dezember |
| Kw       | Mo       | Di       | Mi       | Do       | Fr       | Sa       | So       |
| -------- | -------- | -------- | -------- | -------- | -------- | -------- | -------- |
| 48       |          |          | 1        | 2        | 3        | 4        | 5        |
| 49       | 6        | 7        | 8        | 9        | 10       | 11       | 12       |
| 50       | 13       | 14       | 15       | 16       | 17       | 18       | 19       |
| 51       | 20       | 21       | 22       | 23       | 24       | 25       | 26       |
| 52       | 27       | 28       | 29       | 30       | 31       |          |          |

| Januar | Januar | Januar | Januar | Januar | Januar | Januar | Januar |
| Kw     | Mo     | Di     | Mi     | Do     | Fr     | Sa     | So     |
| ------ | ------ | ------ | ------ | ------ | ------ | ------ | ------ |
| 53     |        |        |        |        | 1      | 2      | 3      |
| 1      | 4      | 5      | 6      | 7      | 8      | 9      | 10     |
| 2      | 11     | 12     | 13     | 14     | 15     | 16     | 17     |
| 3      | 18     | 19     | 20     | 21     | 22     | 23     | 24     |
| 4      | 25     | 26     | 27     | 28     | 29     | 30     | 31     |

| Februar | Februar | Februar | Februar | Februar | Februar | Februar | Februar |
| Kw      | Mo      | Di      | Mi      | Do      | Fr      | Sa      | So      |
| ------- | ------- | ------- | ------- | ------- | ------- | ------- | ------- |
| 5       | 1       | 2       | 3       | 4       | 5       | 6       | 7       |
| 6       | 8       | 9       | 10      | 11      | 12      | 13      | 14      |
| 7       | 15      | 16      | 17      | 18      | 19      | 20      | 21      |
| 8       | 22      | 23      | 24      | 25      | 26      | 27      | 28      |

| März | März | März | März | März | März | März | März |
| Kw   | Mo   | Di   | Mi   | Do   | Fr   | Sa   | So   |
| ---- | ---- | ---- | ---- | ---- | ---- | ---- | ---- |
| 9    | 1    | 2    | 3    | 4    | 5    | 6    | 7    |
| 10   | 8    | 9    | 10   | 11   | 12   | 13   | 14   |
| 11   | 15   | 16   | 17   | 18   | 19   | 20   | 21   |
| 12   | 22   | 23   | 24   | 25   | 26   | 27   | 28   |
| 13   | 29   | 30   | 31   |      |      |      |      |

| April | April | April | April | April | April | April | April |
| Kw    | Mo    | Di    | Mi    | Do    | Fr    | Sa    | So    |
| ----- | ----- | ----- | ----- | ----- | ----- | ----- | ----- |
| 13    |       |       |       | 1     | 2     | 3     | 4     |
| 14    | 5     | 6     | 7     | 8     | 9     | 10    | 11    |
| 15    | 12    | 13    | 14    | 15    | 16    | 17    | 18    |
| 16    | 19    | 20    | 21    | 22    | 23    | 24    | 25    |
| 17    | 26    | 27    | 28    | 29    | 30    |       |       |

| Mai | Mai | Mai | Mai | Mai | Mai | Mai | Mai |
| Kw  | Mo  | Di  | Mi  | Do  | Fr  | Sa  | So  |
| --- | --- | --- | --- | --- | --- | --- | --- |
| 17  |     |     |     |     |     | 1   | 2   |
| 18  | 3   | 4   | 5   | 6   | 7   | 8   | 9   |
| 19  | 10  | 11  | 12  | 13  | 14  | 15  | 16  |
| 20  | 17  | 18  | 19  | 20  | 21  | 22  | 23  |
| 21  | 24  | 25  | 26  | 27  | 28  | 29  | 30  |
| 22  | 31  |     |     |     |     |     |     |

| Juni | Juni | Juni | Juni | Juni | Juni | Juni | Juni |
| Kw   | Mo   | Di   | Mi   | Do   | Fr   | Sa   | So   |
| ---- | ---- | ---- | ---- | ---- | ---- | ---- | ---- |
| 22   |      | 1    | 2    | 3    | 4    | 5    | 6    |
| 23   | 7    | 8    | 9    | 10   | 11   | 12   | 13   |
| 24   | 14   | 15   | 16   | 17   | 18   | 19   | 20   |
| 25   | 21   | 22   | 23   | 24   | 25   | 26   | 27   |
| 26   | 28   | 29   | 30   |      |      |      |      |

| Juli | Juli | Juli | Juli | Juli | Juli | Juli | Juli |
| Kw   | Mo   | Di   | Mi   | Do   | Fr   | Sa   | So   |
| ---- | ---- | ---- | ---- | ---- | ---- | ---- | ---- |
| 26   |      |      |      | 1    | 2    | 3    | 4    |
| 27   | 5    | 6    | 7    | 8    | 9    | 10   | 11   |
| 28   | 12   | 13   | 14   | 15   | 16   | 17   | 18   |
| 29   | 19   | 20   | 21   | 22   | 23   | 24   | 25   |
| 30   | 26   | 27   | 28   | 29   | 30   | 31   |      |

| August | August | August | August | August | August | August | August |
| Kw     | Mo     | Di     | Mi     | Do     | Fr     | Sa     | So     |
| ------ | ------ | ------ | ------ | ------ | ------ | ------ | ------ |
| 30     |        |        |        |        |        |        | 1      |
| 31     | 2      | 3      | 4      | 5      | 6      | 7      | 8      |
| 32     | 9      | 10     | 11     | 12     | 13     | 14     | 15     |
| 33     | 16     | 17     | 18     | 19     | 20     | 21     | 22     |
| 34     | 23     | 24     | 25     | 26     | 27     | 28     | 29     |
| 35     | 30     | 31     |        |        |        |        |        |

| September | September | September | September | September | September | September | September |
| Kw        | Mo        | Di        | Mi        | Do        | Fr        | Sa        | So        |
| --------- | --------- | --------- | --------- | --------- | --------- | --------- | --------- |
| 35        |           |           | 1         | 2         | 3         | 4         | 5         |
| 36        | 6         | 7         | 8         | 9         | 10        | 11        | 12        |
| 37        | 13        | 14        | 15        | 16        | 17        | 18        | 19        |
| 38        | 20        | 21        | 22        | 23        | 24        | 25        | 26        |
| 39        | 27        | 28        | 29        | 30        |           |           |           |

| Oktober | Oktober | Oktober | Oktober | Oktober | Oktober | Oktober | Oktober |
| Kw      | Mo      | Di      | Mi      | Do      | Fr      | Sa      | So      |
| ------- | ------- | ------- | ------- | ------- | ------- | ------- | ------- |
| 39      |         |         |         |         | 1       | 2       | 3       |
| 40      | 4       | 5       | 6       | 7       | 8       | 9       | 10      |
| 41      | 11      | 12      | 13      | 14      | 15      | 16      | 17      |
| 42      | 18      | 19      | 20      | 21      | 22      | 23      | 24      |
| 43      | 25      | 26      | 27      | 28      | 29      | 30      | 31      |

| November | November | November | November | November | November | November | November |
| Kw       | Mo       | Di       | Mi       | Do       | Fr       | Sa       | So       |
| -------- | -------- | -------- | -------- | -------- | -------- | -------- | -------- |
| 44       | 1        | 2        | 3        | 4        | 5        | 6        | 7        |
| 45       | 8        | 9        | 10       | 11       | 12       | 13       | 14       |
| 46       | 15       | 16       | 17       | 18       | 19       | 20       | 21       |
| 47       | 22       | 23       | 24       | 25       | 26       | 27       | 28       |
| 48       | 29       | 30       |          |          |          |          |          |

| Dezember | Dezember | Dezember | Dezember | Dezember | Dezember | Dezember | Dezember |
| Kw       | Mo       | Di       | Mi       | Do       | Fr       | Sa       | So       |
| -------- | -------- | -------- | -------- | -------- | -------- | -------- | -------- |
| 48       |          |          | 1        | 2        | 3        | 4        | 5        |
| 49       | 6        | 7        | 8        | 9        | 10       | 11       | 12       |
| 50       | 13       | 14       | 15       | 16       | 17       | 18       | 19       |
| 51       | 20       | 21       | 22       | 23       | 24       | 25       | 26       |
| 52       | 27       | 28       | 29       | 30       | 31       |          |          |

## Ereignisse

### Politik und Weltgeschehen

#### Osteuropa/Balkan

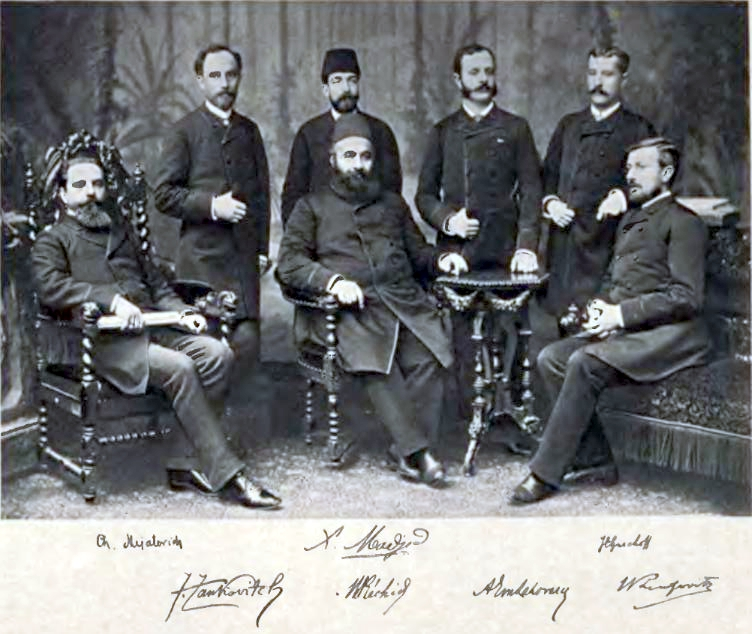
Die Unterzeichner des Vertrags von Bukarest

- 3. März: Der Friede von Bukarest beendet den Serbisch-Bulgarischen Krieg auf dem Balkan. Die von Bulgarien erzielten Gebietsgewinne werden auf Druck Österreich-Ungarns wieder rückgängig gemacht und der status quo ante wiederhergestellt.

Bestimmungen des Tophane-Vertrages:

- 5. April: Die Vereinigung Bulgariens 1885 mit Ostrumelien wird durch den Topchane-Vertrag international anerkannt. Der Vertrag wird von den Gesandten der Großmächte sowie vom osmanischen Großwesir Kıbrıslı Mehmed Kamil Pascha und vom bulgarischen Außenminister Ilija Zanow im Topkapı-Palast von Istanbul unterzeichnet.

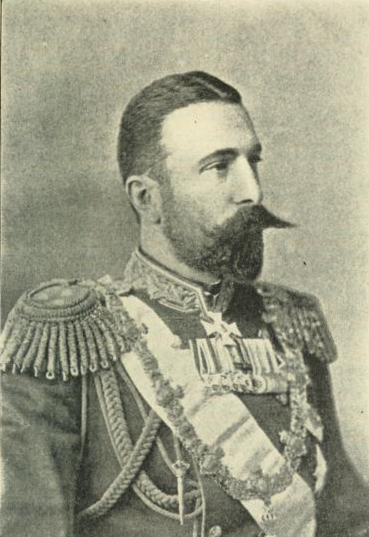
Fürst Alexander von Bulgarien

- 9. August: Auf russisches Betreiben putscht eine Gruppe prorussischer Offiziere gegen den bulgarischen Fürsten Alexander I. und zwingt ihn zur Abdankung. Anschließend wird er nach Russland verbracht. Mit Unterstützung des bulgarischen Parlamentspräsidenten Stefan Stambolow, der mit Hilfe des Militärs einen Gegenputsch organisiert, kann Alexander nochmals kurz auf den Thron Bulgariens zurückkehren. Am 7. September verzichtet er auf russischen Druck aber endgültig auf die Herrschaft.
- 22. Oktober: Eine neuerliche von Russland initiierte Militärrevolte in der bulgarischen Stadt Burgas wird innerhalb weniger Tage niedergeschlagen.
- 6. November: Das Russische Reich bricht infolge der Bulgarischen Krise die diplomatischen Beziehungen mit Bulgarien ab.

#### Mitteleuropa
- 1. Januar: Adolf Deucher wird Bundespräsident der Schweiz.
- 26. April: Mit dem von Kaiser Wilhelm I. unterzeichneten Ansiedlungsgesetz für die zuvor zu Polen gehörenden Ostprovinzen Preußens soll der Anteil einheimischer Bauern reduziert werden. Behördliche Enteignungen stärken jedoch den polnischen Nationalismus.
- 12. Juni: Vier Tage nachdem eine Ärztekommission ihr Gutachten über den Geisteszustand von König Ludwig II. von Bayern vorgelegt hat, gelingt im Schloss Neuschwanstein beim zweiten Versuch seine Festsetzung. Der König wird nach Schloss Berg gebracht.
- 13. Juni: König Ludwig II. stirbt unter bis heute nicht restlos geklärten Umständen im Starnberger See. Sein geistig behinderter Bruder Otto wird offiziell König von Bayern unter der Vormundschaft seines Onkels des Prinzregenten Luitpold.

#### Amerika

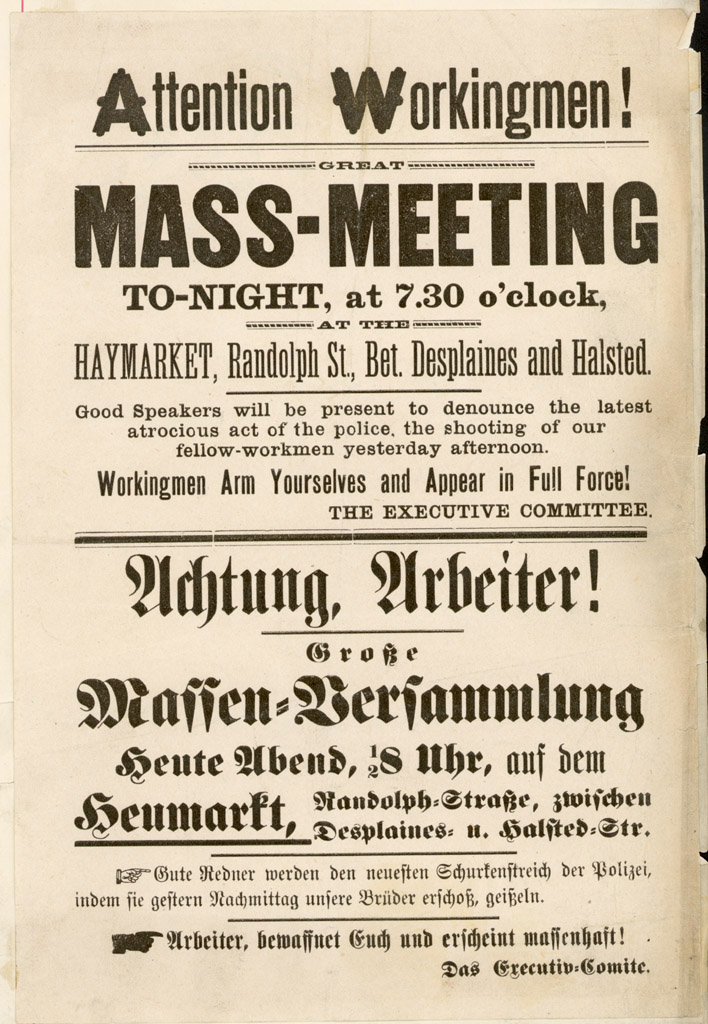
Zweisprachiger Aufruf zur Versammlung am 4. Mai

- 1. Mai: In Chicago wird ein gewerkschaftlich organisierter Streik für den Achtstundentag zum Auslöser des Haymarket Riot und so der Erste Mai im Gedenken daran ab 1890 vielerorts zum Tag der Arbeiterbewegung.
- 4. Mai: Der Haymarket Riot eskaliert, nachdem eine Bombe bei einer Arbeiterdemonstration in Chicago geworfen wird, die Tote fordert und die Polizei in die Menge feuern lässt.
- 8. Dezember: Samuel Gompers gründet in Columbus (Ohio) die American Federation of Labor, einen der ersten Gewerkschaftsverbände in den Vereinigten Staaten.

#### Afrika
- 15. Mai: Die Kolonialmächte Portugal und Frankreich schließen einen Vertrag über ihren Besitzverlauf entlang Portugiesisch-Guineas und Cabindas.
- 4. Oktober: Johannesburg wird als Ort gegründet, nachdem sich zuvor Goldgräber in Zelten angesiedelt haben.

#### Asien
- Großbritannien erobert Teile Burmas.

### Wirtschaft

#### Patente und Erfindungen
- 29. Januar: Carl Benz beantragt für das von ihm gebaute Automobil ein Patent.
- 8. April: Auf die von ihm entwickelte Trockenbatterie erhält Carl Gassner ein deutsches Patent.

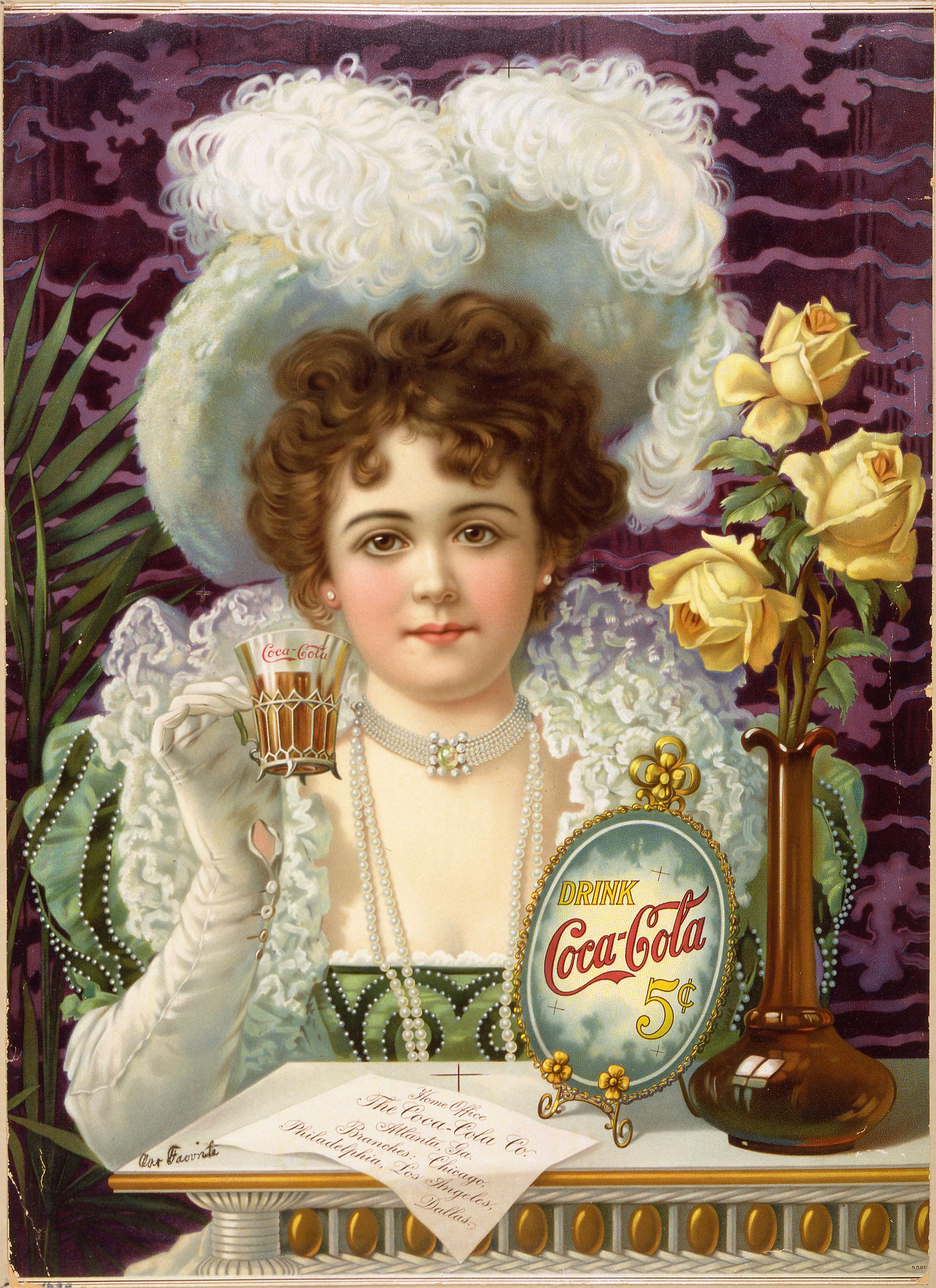
Werbung für Coca-Cola um 1890

- 8. Mai: John Stith Pemberton erfindet ein carboniertes Getränk, aus dem Coca-Cola entsteht. Dieses Coca-Cola wird in Atlanta erstmals als Medizin verkauft.
- 8. Juni: Der Schweizer Julius Maggi erfindet eine Würzsauce, die nach ihm benannte Maggi-Würze.
- 2. November: Das Kaiserliche Patentamt in Deutschland erteilt Carl Benz für das von ihm gebaute Automobil das Patent.
- 14. November: Patentanmeldung für den Papierlocher von Friedrich Soennecken.

#### Unternehmensgründungen und Eröffnungen
- Januar: Die Brüder Robert Wood Johnson I, James Wood Johnson und Edward Mead Johnson gründen in New Brunswick, New Jersey, das pharmazeutische Unternehmen Johnson & Johnson. Der Schwerpunkt der Geschäftstätigkeit liegt in den 1880er-Jahren in der Herstellung der ersten chirurgischen Verbandstoffe.
- 6. Dezember: Die erste Raiffeisenbank in Österreich wird in Mühldorf gegründet.
- Die irischen Brüder William M. Foster und Ralph R. Foster gründen in Melbourne eine Brauerei, aus der sich die Foster’s Group entwickeln wird.
- Das Weiße Brauhaus zu Erding, die heutige Privatbrauerei Erdinger Weißbräu wird gegründet.
- Die Unternehmensberatung Arthur D. Little wird in Cambridge (Mass./USA) gegründet.
- Die Deutsche Pondoland-Gesellschaft wird gegründet.
- George Westinghouse gründet in Monroeville, Pennsylvania, die Westinghouse Electric Company.

#### Verkehr
- 16. März: Das Gesetz zur Errichtung des Nord-Ostsee-Kanals wird erlassen.

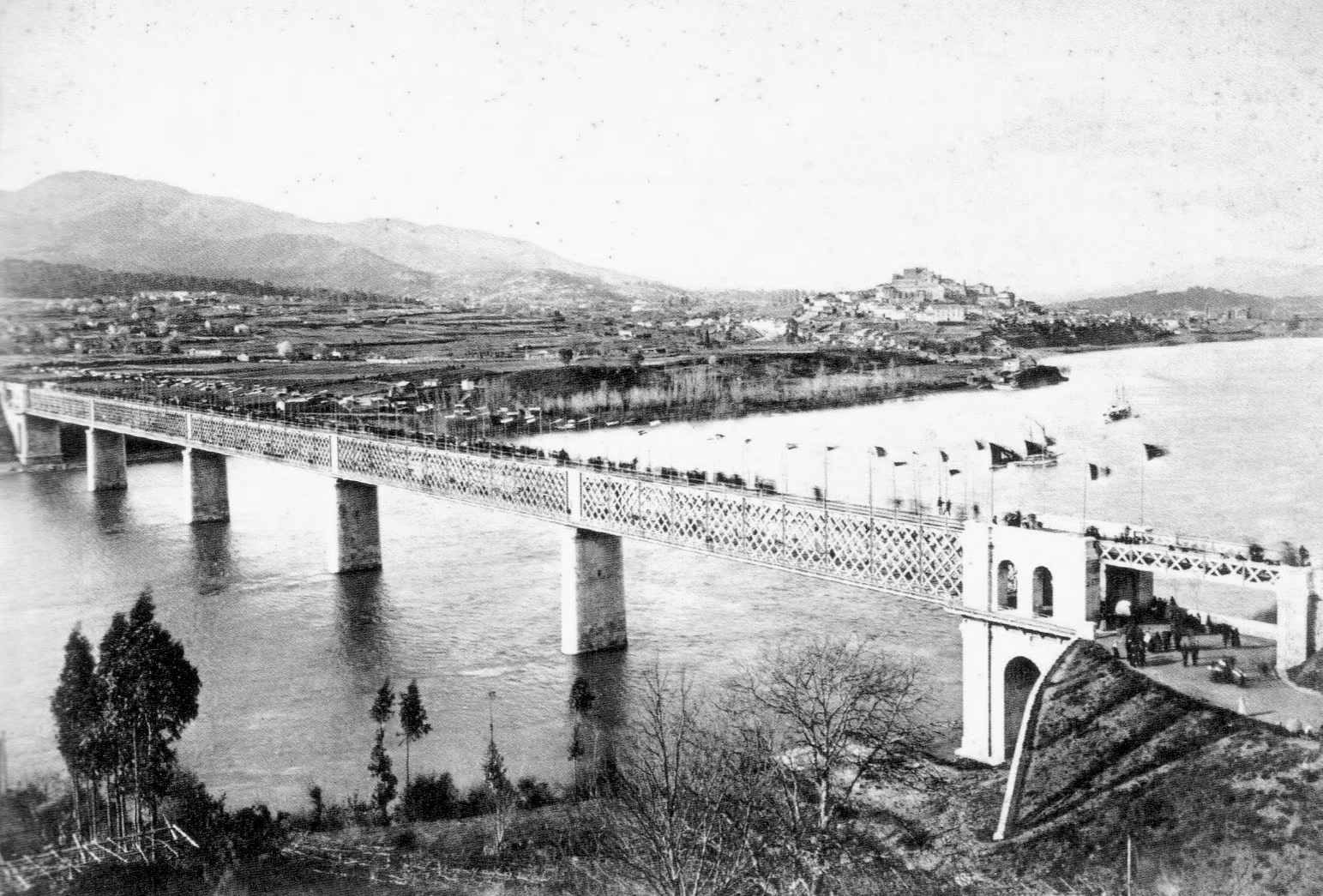
Einweihung der Brücke

- 25. März: Der Ponte Internacional Valença-Tui zwischen Portugal und Spanien wird feierlich eröffnet, indem ein mit den Flaggen beider Nationen geschmückter Zug von Valença über die Brücke nach Tui fährt.
- 28. Juni: Der erste Personenzug der kanadischen Pazifikbahn verlässt Montreal. Er erreicht auf der mehr als 3.000 km langen Strecke die Endstation in Port Moody am 4. Juli.
- 4. Juli: Der erste fahrplanmäßig transkontinental verkehrende Eisenbahnzug der Canadian Pacific Railway erreicht die westliche Endstation Port Moody in British Columbia.
- 7. Juli: Zwischen Bad Doberan und Heiligendamm nimmt die Doberan-Heiligendammer-Eisenbahn als Dampfstraßenbahn ihren Verkehr auf.

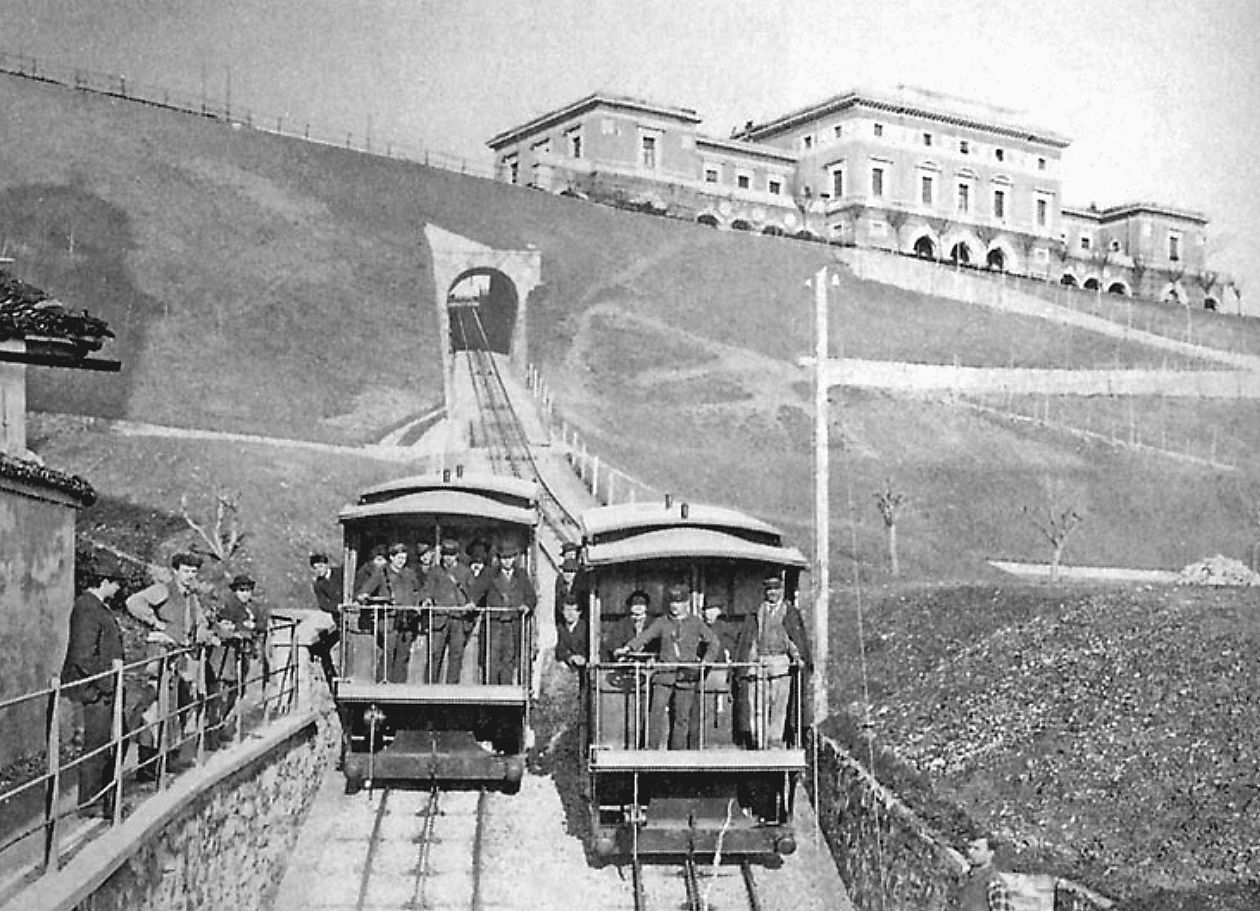
Die Standseilbahn Lugano um 1886

- 8. November: Rund sechs Monate nach Baubeginn nimmt die Standseilbahn Lugano–Bahnhof SBB ihren Betrieb auf.

### Wissenschaft und Technik

#### Astronomie
- 1. September: Lewis A. Swift sichtet im Sternbild Walfisch die Galaxie NGC 155.
- 2. September: Lewis A. Swift entdeckt im Sternbild Walfisch die Galaxie NGC 448.
- 21. Oktober: Lewis A. Swift erblickt im Sternbild Walfisch die Galaxie mit der späteren Bezeichnung NGC 64.
- 21. Oktober: Ernst Wilhelm Leberecht Tempel entdeckt im Sternbild Walfisch die Galaxie NGC 47.
- 22. Oktober: Lewis A. Swift sieht als Erster im Sternbild Fische die Galaxien NGC 75 und NGC 240.
- 20. November: Lewis A. Swift entdeckt im Sternbild Bildhauer die Galaxie NGC 150.
- 21. November: Lewis A. Swift bemerkt als Erster im Sternbild Walfisch die Galaxien NGC 35, NGC 161 und NGC 237.

#### Chemie und Physik
- 6. Februar: Während der Analyse des Minerals Argyrodit entdeckt Clemens Winkler ein neues chemisches Element, das er Germanium nennt und das dem von Dmitri Mendelejew vorhergesagten Eka-Silicium entspricht.
- 23. Februar: Charles Martin Hall gelingt nach mehrjährigen Versuchen ein Herstellungsprozess für Aluminium.
- 26. Juni: Der Franzose Henri Moissan erzeugt erstmals reines Fluor.
- 11. November: Heinrich Hertz gelingt in einem Experiment in Karlsruhe die Übertragung elektromagnetischer Wellen von einem Sender zu einem Empfänger.
- Der deutsche Physiker Eugen Goldstein entdeckt die Kanalstrahlen, die heute als positiv geladene Ionenstrahlung identifiziert sind.

#### Medizin und Psychologie
- Der deutsche Psychiater Richard von Krafft-Ebing definiert den medizinischen Begriff Masochismus.

#### Technische Errungenschaften
- 3. Juli: Die New York Tribune nimmt die erste Linotype-Setzmaschine Ottmar Mergenthalers in Betrieb. Seine Erfindung beschleunigt das Setzen von Zeitungen.
- Oktober: Gottlieb Daimler baut den von ihm 1883 entwickelten Viertaktmotor in eine von Wilhelm Wimpff gefertigte Kutsche, womit er als Erfinder des vierrädrigen Kraftwagens gilt.

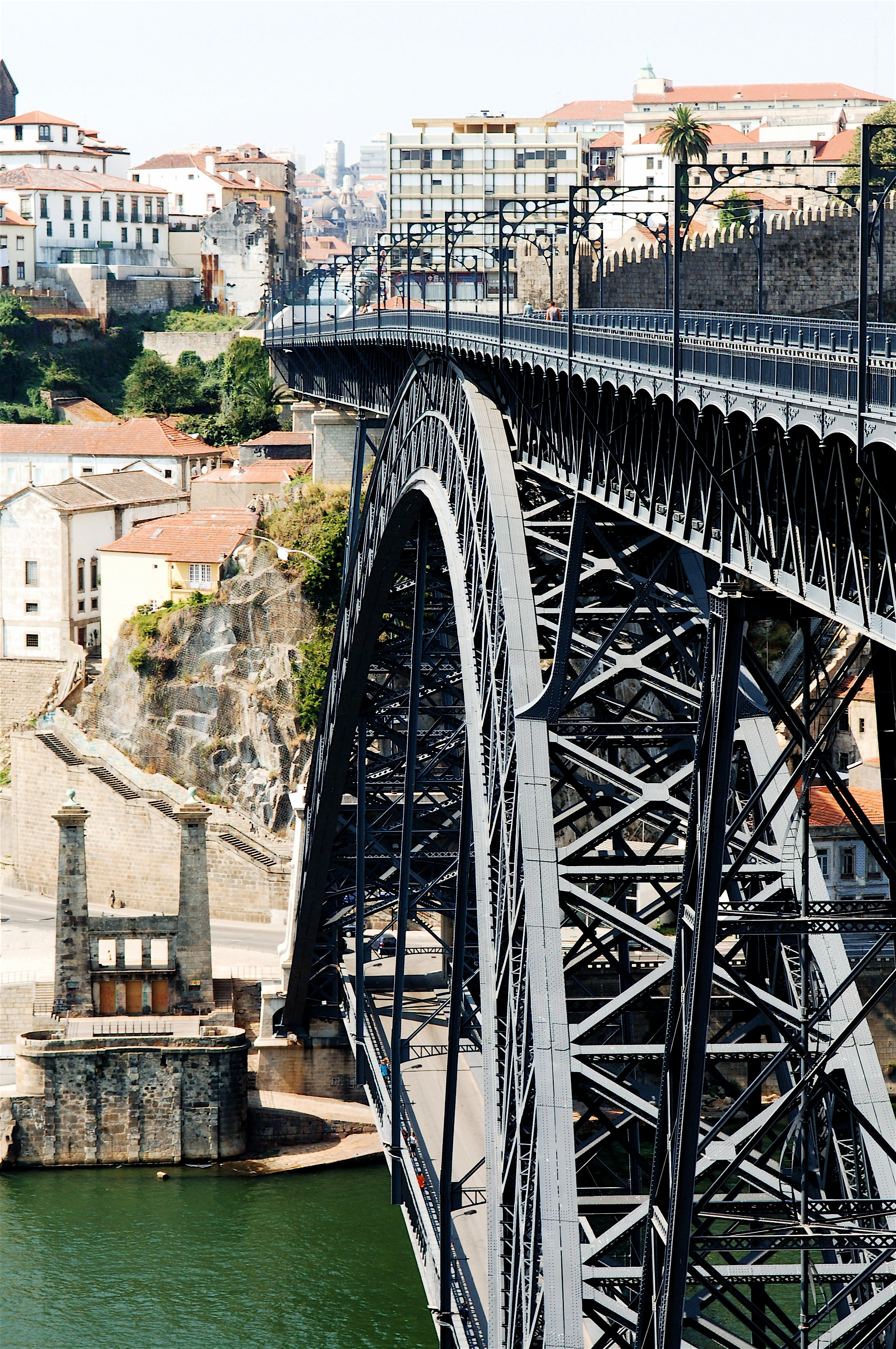
Ponte Dom Luís I

- 31. Oktober: Die nach den Plänen des Ingenieurs Théophile Seyrig erbaute Bogenbrücke Ponte Dom Luís I über den Fluss Douro bei Porto wird nach fünfjähriger Bauzeit vom portugiesischen König Ludwig I. eingeweiht. Zur Zeit ihrer Eröffnung ist sie die größte ihrer Art.
- Josephine Cochrane, Gattin eines amerikanischen Diplomaten, erfindet die Spülmaschine.
- In Österreich wird die erste elektrische Straßenbeleuchtung in Scheibbs errichtet.
- Ottomar Anschütz entwickelt ab 1886 das Elektrotachyscop, ein Gerät zur Projektion von chronofotografisch erzeugten Reihenbildern.

#### Sonstiges
- An der New Yorker Cornell University wird die Wissenschaftsvereinigung Sigma Xi gegründet. Ziel der Vereinigung ist die Würdigung besonderer wissenschaftlicher Leistungen und die Förderung der Zusammenarbeit zwischen Forschern verschiedener Wissenschaftsdisziplinen.
- In Ottawa werden einige staatliche Versuchsfarmen angelegt, darunter auch die Central Experimental Farm/Ferme expérimentale centrale.

### Kultur
- 9. September: Die auf Initiative Victor Hugos erarbeitete Berner Übereinkunft zum Schutz von Werken der Literatur und Kunst wird von acht Staaten unterzeichnet. Belgien, Deutschland, Frankreich, Großbritannien, Italien, Schweiz, Spanien und Tunesien anerkennen damit erstmals das Urheberrecht zwischen souveränen Nationen.

#### Architektur und Bildende Kunst
- 27. Dezember: In London wird die von der National Agricultural Company errichtete Ausstellungshalle Olympia eröffnet, das bis dahin größte Stahl-Glas-Gebäude in Großbritannien.

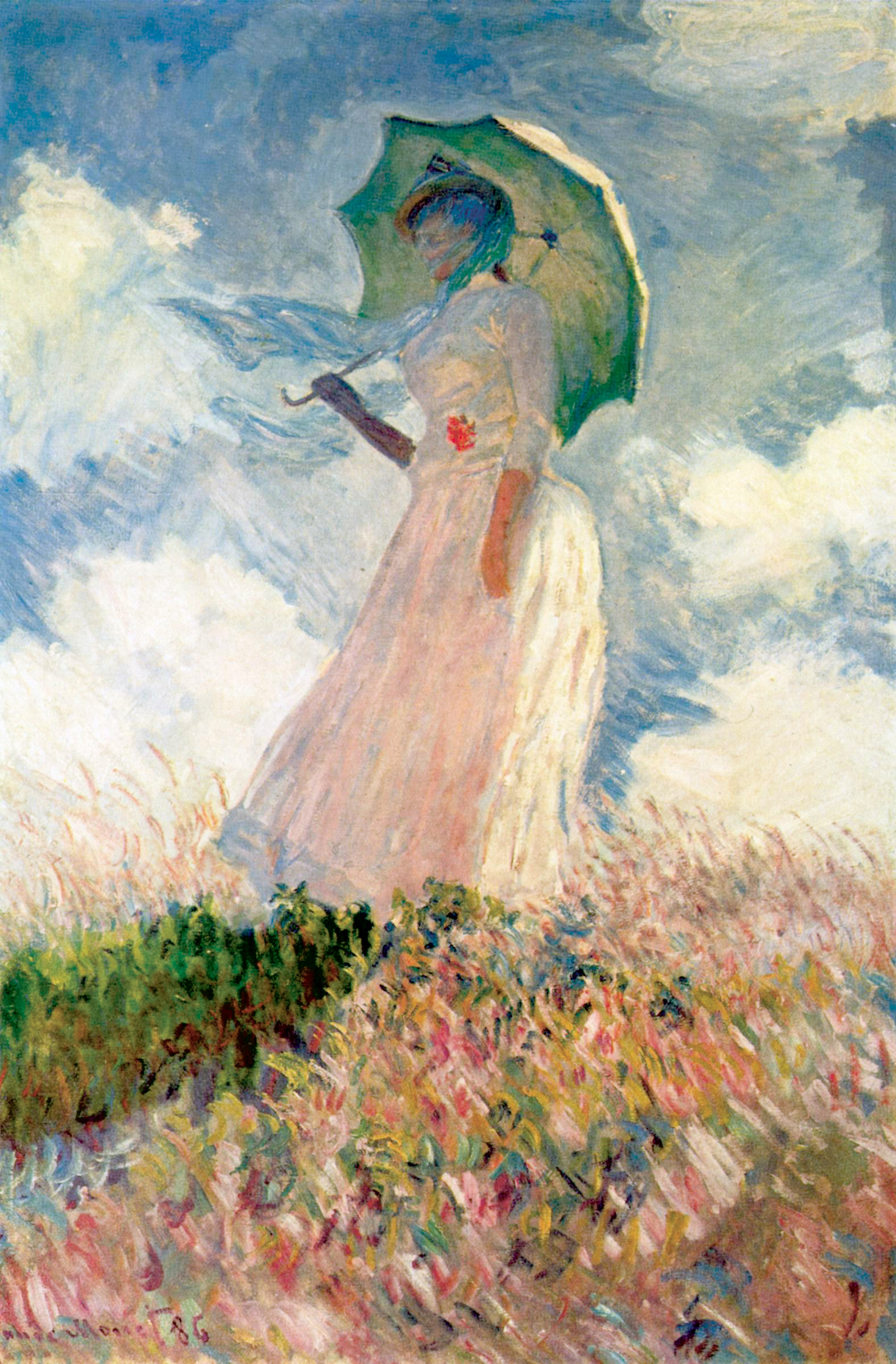
Frau mit Sonnenschirm, 1. Fassung, Öl auf Leinwand, 131 × 88 cm; Musée d’Orsay, Paris

Frau mit Sonnenschirm, 2. Fassung, Öl auf Leinwand, 131 × 88 cm; Musée d’Orsay, Paris

- Claude Monet malt das impressionistische Werk Frau mit Sonnenschirm in zwei Fassungen.
- Entstehung des Gemäldes Der König überall von Robert Warthmüller

#### Musik und Theater
- 20. Februar: Die Uraufführung der Oper Urvasi von Wilhelm Kienzl erfolgt in Dresden.
- 21. Februar: Fast fünf Jahre nach dem Tod von Modest Petrowitsch Mussorgski wird seine Oper Chowanschtschina in der von der Zensurbehörde deutlich gekürzten Fassung von Nikolai Andrejewitsch Rimski-Korsakow im privaten Rahmen im Musikdramatischen Klub in Sankt Petersburg uraufgeführt.
- 27. Februar: Das Drama Edmea von Alfredo Catalani wird am Teatro alla Scala di Milano in Mailand uraufgeführt.
- 2. Oktober: Die Uraufführung der Operette Lorraine von Rudolf Dellinger findet am Carl Schultze Theater in Hamburg statt.
- 20. Oktober: Kaiser Wilhelm I. eröffnet die Alte Oper in Frankfurt am Main.
- 19. November: An der Hofoper in Wien erfolgt die Uraufführung der Oper Merlin von Karl Goldmark.
- 19. November: In Dessau erfolgt die Uraufführung der Oper Die Hochzeit des Mönchs von August Klughardt.

#### Sonstiges
- 28. Oktober: Die Freiheitsstatue wird durch den US-amerikanischen Präsidenten Grover Cleveland eingeweiht.
- 30. November: In Paris stellt das Etablissement Les Folies Bergère seine erste Revue auf die Beine.

### Gesellschaft

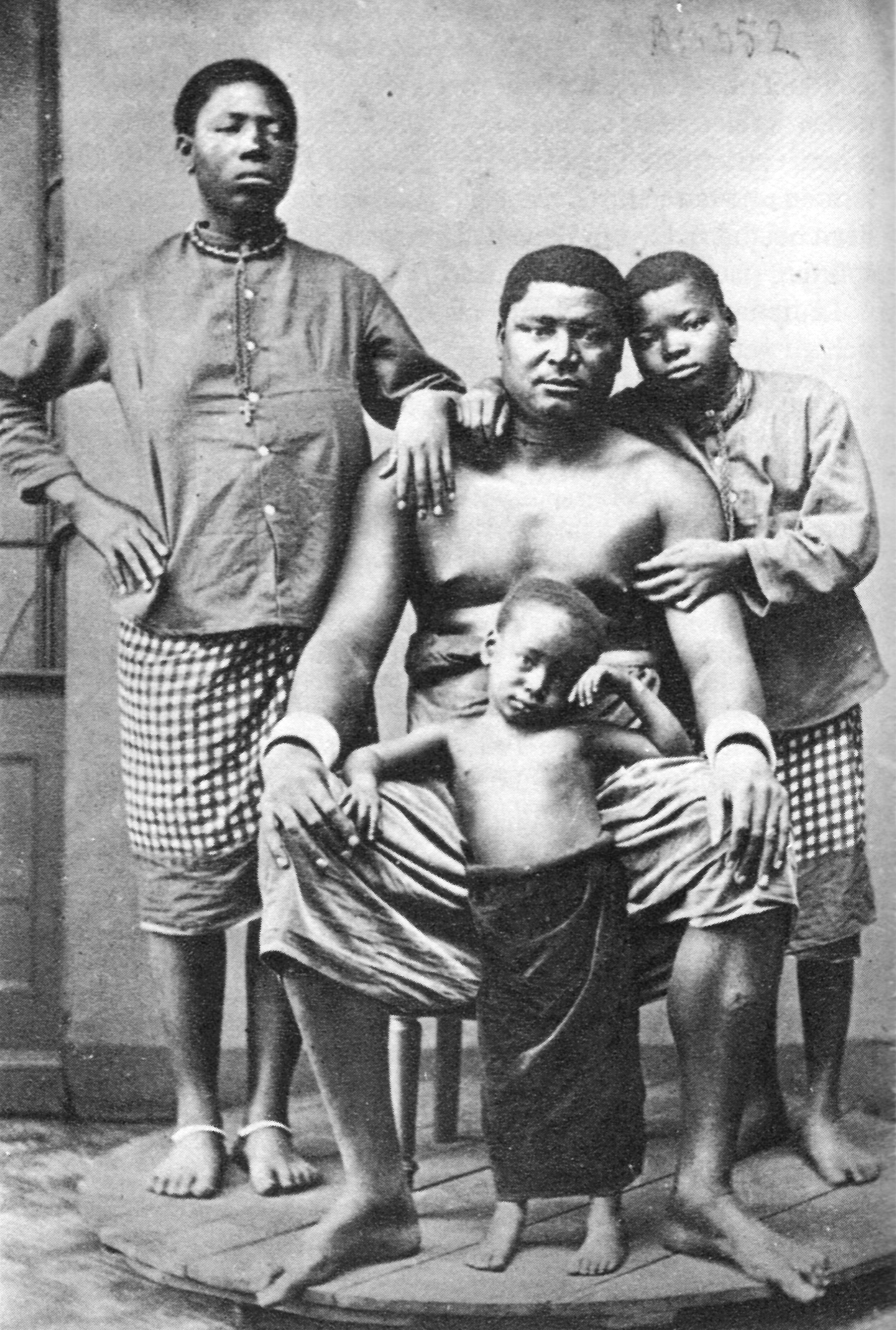
Prinz Samson Dido aus Didotown (Mitte) mit seiner Familie 1886

- Nachdem Carl Hagenbeck am 24. April einen Vertrag mit Prinz Samson Dido aus Didotown aus der deutschen Kolonie Kamerun geschlossen hat, findet vom 3. bis 18. Juli in Hagenbecks Thierpark am Neuen Pferdemarkt in Hamburg Hagenbecks Kamerun-Völkerschau 1886 statt. Anschließend wird die Völkerschau in der Flora Berlin, vom 18. bis 30. August im Zoologischen Garten Leipzig und zuletzt ab dem 5. September im Zoologischen Garten Dresden gezeigt.
- 2. Juni: Grover Cleveland heiratet im Weißen Haus in Washington Frances Folsom. Es ist die bislang einzige Hochzeit im Amtssitz des US-Präsidenten.
- 18. September: In einem Vortrag auf der Versammlung deutscher Naturforscher und Ärzte prägt Werner von Siemens den Begriff des „naturwissenschaftlichen Zeitalters“.
- 27. November: Der Richter Emil Hartwich und Baron Armand von Ardenne tragen ein Duell mit Pistolen nach einer Affäre Hartwichs mit Ardennes Ehefrau Elisabeth aus. Am 1. Dezember stirbt Hartwich an der erlittenen Schusswunde. Der Dichter Theodor Fontane greift den Vorgang später im Roman Effi Briest auf.

### Religion
- 6. Januar: Die an das preußische Episkopat gerichtete Enzyklika Iampridem über den Katholizismus in Deutschland des Papstes Leo XIII. wird veröffentlicht.
- 14. September: In der Enzyklika Pergrata nobis steht die römisch-katholische Kirche in Portugal im Mittelpunkt der Betrachtungen Papst Leos XIII. Er fordert die portugiesische Regierung auf, der Kirche den ihr kraft Naturrechts zustehenden staatlichen Schutz zu gewähren.

### Katastrophen
- 14. Mai: Ein verheerender Wirbelsturm wütet über der Stadt Crossen an der Oder, dem heutigen Krosno Odrzańskie.
- 30. Mai: Der australische Passagierdampfer Ly-ee-Moon strandet auf den Felsen der Landzunge Cape Green an der Küste von New South Wales und bricht auseinander. 71 Passagiere und Besatzungsmitglieder kommen um.
- 10. Juni: Ein Ausbruch des Vulkans Mount Tarawera auf der Nordinsel Neuseelands führt zu Verwüstungen, zerstört das Māori-Dorf Te Wairoa am Lake Tarawera und kostet insgesamt mehr als 150 Menschen das Leben. Auch die Pink and White Terraces in der Bay of Plenty werden zerstört.
- 31. August: Charleston (South Carolina) wird durch ein schweres Erdbeben zu fast 90 Prozent zerstört, etwa 100 Tote fordert die Naturgewalt.

### Natur und Umwelt

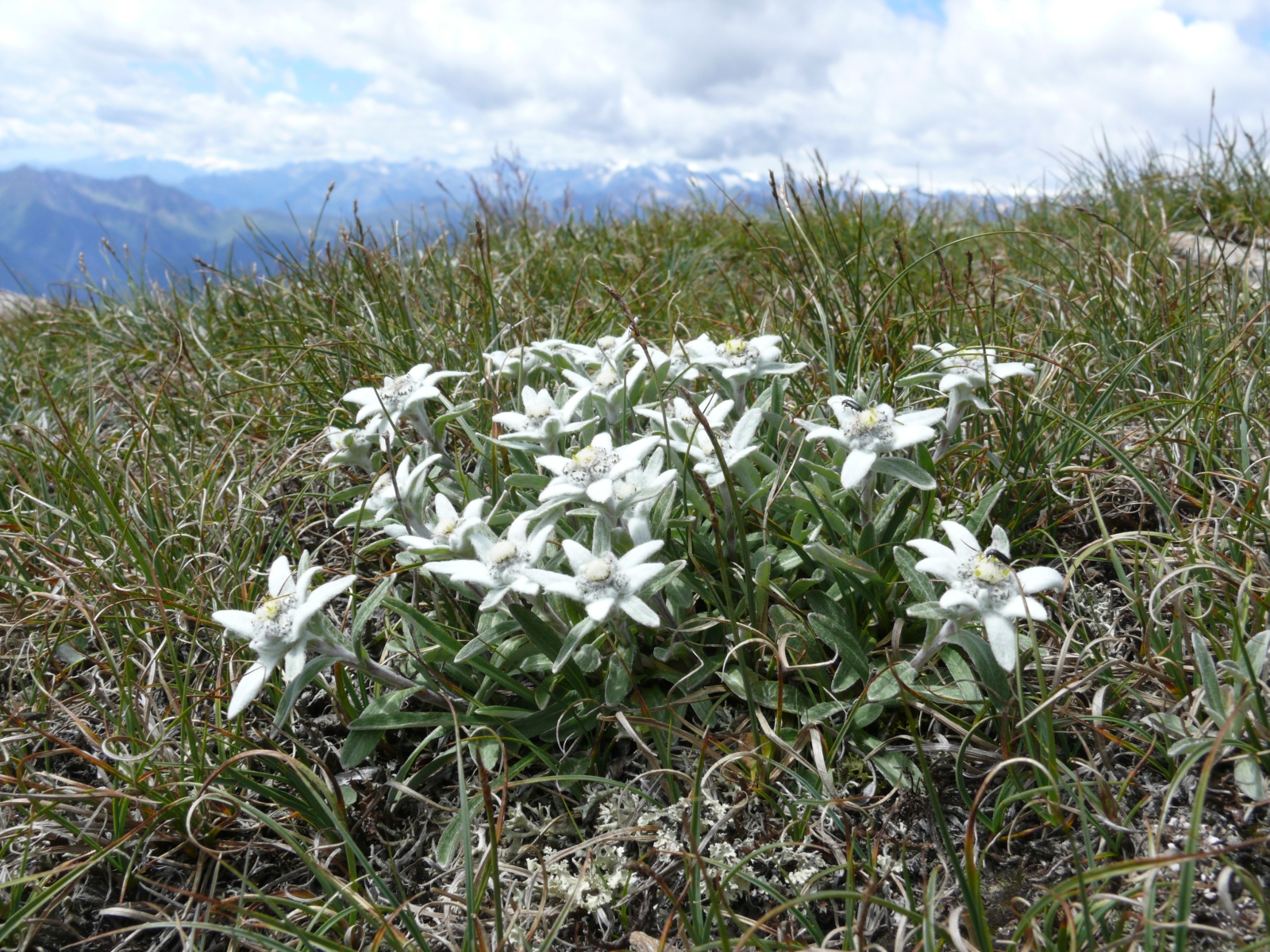
Das Alpen-Edelweiß

- In Österreich-Ungarn wird das Edelweiß unter Naturschutz gestellt.

### Sport
- 11. Januar: Die erste offizielle Schachweltmeisterschaft beginnt. In dem bis zum 29. März andauernden Zweikampf besiegt Wilhelm Steinitz seinen Kontrahenten Johannes Zukertort mit 10:5 und wird so erster Schachweltmeister. Dabei wird erstmals für das Publikum das von Johann Jacob Löwenthal erfundene Demonstrationsbrett eingesetzt.
- März: In Belfast wird von Arbeitern der Linfield Spinning Mill der Linfield Football Club gegründet. Schon bei der Gründung ist der irische Fußballclub protestantisch geprägt.
- 17. Mai: Der schottische Fußballverein FC Motherwell entsteht durch den Zusammenschluss der beiden Unternehmenssportclubs Glencairn und Alpha.
- 1. September: Der Grasshopper Club Zürich, der zweitälteste Fußballclub der Schweiz, wird gegründet.
- Am 8. Dezember wird die weltweit erste Eishockeymeisterschaftsliga, die Amateur Hockey Association of Canada Montreal gebildet.
- Arbeiter bei Royal Arsenal in Woolwich, London, gründen den Fußballclub Dial Square, den heutigen FC Arsenal. Am 11. Dezember gewinnen sie ihr erstes Spiel gegen die Eastern Wanderers mit 6:0.
- Die Verbände von Irland, Schottland und Wales gründen das International Rugby Football Board wegen Regelstreitigkeiten mit der englischen Rugby Football Union.

## Geboren

### Januar
- 01. Januar: Kinoshita Rigen, japanischer Lyriker († 1925)
- 02. Januar: Carl-Heinrich von Stülpnagel, deutscher General und Widerstandskämpfer († 1944)
- 02. Januar: Lupu Pick, rumänisch-deutscher Schauspieler und Regisseur († 1931)
- 03. Januar: Grigori Nikolajewitsch Neuimin, russischer Astronom († 1946)
- 04. Januar: Fritz Ecarius, deutscher Politiker, Oberbürgermeister von Ludwigshafen († 1966)
- 05. Januar: Franz Kaufmann, deutscher Jurist und Widerstandskämpfer († 1944)
- 06. Januar: Walter Adam, österreichischer Journalist und Politiker († 1947)
- 07. Januar: Hans Grimm, deutscher Komponist († 1965)
- 08. Januar: Albrecht Janssen, deutscher Schriftsteller († 1972)
- 09. Januar: Paul Aron, deutsch Pianist, Komponist, Regisseur, Dirigent, Veranstalter, Pädagoge und Übersetzer († 1955)
- 09. Januar: Arthur Kronfeld, deutscher Psychotherapeut († 1941)
- 10. Januar: Leopold Binental, polnischer Musikwissenschaftler und -pädagoge († 1944)
- 10. Januar: Albrecht Graf zu Stolberg-Wernigerode, deutscher Politiker und MdR († 1948)
- 10. Januar: Nadeschda Udalzowa, russische Malerin († 1961)
- 10. Januar: Roman von Ungern-Sternberg, zaristischer Offizier und Anführer der „Weißen“ im Russischen Bürgerkrieg († 1921)
- 11. Januar: Rosario Arcidiacono, italienischer Schauspieler († 1972)
- 11. Januar: Frederick Koolhoven, niederländischer Automobilrennfahrer, Flugzeugkonstrukteur und Unternehmer († 1946)
- 11. Januar: Elsa Rendschmidt, deutsche Eiskunstläuferin († 1969)
- 11. Januar: George Zucco, US-amerikanischer Film- und Theaterschauspieler († 1960)
- 14. Januar: Bruno Gimpel, deutscher Maler († 1943)
- 14. Januar: Henry Murray, neuseeländischer Leichtathlet († 1943)
- 15. Januar: Raymond de Tornaco, belgischer Automobilrennfahrer († 1960)
- 15. Januar: Jenő Károly, ungarischer Fußballspieler und -trainer († 1926)
- 15. Januar: Harrie Kuneman, niederländischer Fußballspieler († 1945)
- 17. Januar: Johan Ankerstjerne, dänischer Kameramann († 1959)
- 18. Januar: Ștefan Dimitrescu, rumänischer Maler († 1933)
- 18. Januar: Clara Nordström, schwedische Schriftstellerin († 1962)
- 19. Januar: Kurt Heinig, deutscher Lithograph, Politiker und Journalist († 1956)
- 22. Januar: John J. Becker, US-amerikanischer Komponist († 1961)
- 22. Januar: Oskar Jellinek, österreichischer Schriftsteller († 1949)
- 24. Januar: Henry King, US-amerikanischer Filmregisseur († 1982)
- 25. Januar: Ernst Eschmann, Schweizerischer Schriftsteller († 1953)
- 25. Januar: Wilhelm Furtwängler, deutscher Dirigent und Komponist († 1954) Wilhelm Furtwängler, 1911

Wilhelm Furtwängler, 1911

- 25. Januar: Paolo Salman, syrischer Erzbischof in Jordanien († 1948)
- 25. Januar: Willie Smith, englischer Snooker- und English Billiards-Spieler († 1982)
- 26. Januar: Eugen Lacroix, deutscher Koch und Unternehmer († 1964)
- 26. Januar: Hermann Schubert, deutscher Politiker († 1938)
- 26. Januar: Pieter Boelmans ter Spill, niederländischer Fußballspieler († 1954)
- 28. Januar: Robert Leroy Cochran, US-amerikanischer Politiker († 1963)
- 28. Januar: Hidetsugu Yagi, japanischer Physiker († 1976)
- 29. Januar: Sascha Kolowrat-Krakowsky, österreichischer Filmpionier († 1927)

### Februar
- 02. Februar: William Rose Benét, US-amerikanischer Dichter und Herausgeber († 1950)
- 02. Februar: Frank Lloyd, britisch-US-amerikanischer Schauspieler, Regisseur und Produzent († 1960)
- 02. Februar: Erhard Lommatzsch, deutscher Romanist († 1975)
- 02. Februar: Julius Sporket, deutscher evangelischer Pastor und Missionar († 1955)
- 03. Februar: Alfred Andreesen, deutscher Reformpädagoge († 1944)
- 06. Februar: Dorothea Maetzel-Johannsen, deutsche Malerin der Moderne († 1930)
- 08. Februar: Gunther Plüschow, deutscher Pilot († 1931)
- 09. Februar: Edward L. Leahy, US-amerikanischer Politiker († 1953)
- 09. Februar: Wilhelm Vocke, deutscher Finanzfachmann und Bankier († 1973)
- 10. Februar: Otto Lummitzsch, deutscher Pionieroffizier, Architekt und Bauingenieur, Gründer des Technischen Hilfswerks († 1962)
- 11. Februar: Johann Baptist Hofmann, deutscher Altphilologe und Sprachwissenschaftler († 1954)
- 11. Februar: Robert F. Rockwell, US-amerikanischer Politiker († 1950)
- 13. Februar: Ricardo Güiraldes, argentinischer Schriftsteller († 1927)
- 14. Februar: Friedrich Arenhövel, deutscher Schriftsteller († 1954)
- 14. Februar: Ángel Pestaña, spanischer Syndikalist und Politiker († 1937)
- 14. Februar: Karl Reinhardt, deutscher Altphilologe († 1958)
- 14. Februar: Forrest Smith, US-amerikanischer Politiker († 1962)
- 15. Februar: Harold Chapin, englischer Schauspieler und Dramatiker († 1915)
- 15. Februar: Augustinus Hieber, deutscher katholischer Pfarrer, bischöflicher Kommissär († 1968)
- 17. Februar: Anton Hörburger, niederländischer Fußballspieler († 1978)
- 17. Februar: Arnold Hörburger, niederländischer Fußballspieler († 1966)
- 17. Februar: Eduard Stadtler, deutscher Publizist und Gründer einiger antikommunistischer Organisationen († 1945)
- 17. Februar: Erich Zeigner, deutscher Jurist und SED-Politiker († 1949)
- 18. Februar: Jack Scales, britischer Automobilrennfahrer († 1962)
- 19. Februar: Karl Ast, estnischer Schriftsteller und Politiker († 1971)
- 19. Februar: Nils Erik Hellsten, schwedischer Fechter († 1962)
- 20. Februar: Béla Kun, ungarischer Politiker († 1938)
- 22. Februar: Hugo Ball, deutscher Autor und Mitbegründer der Zürcher Dada-Bewegung († 1927)
- 22. Februar: Jean Strohl, französisch-schweizerischer Zoologe, Wissenschaftshistoriker und Hochschullehrer († 1942)
- 23. Februar: Gustav Abb, deutscher Bibliothekar († 1945)
- 23. Februar: Kasia von Szadurska, deutsche Malerin und Grafikerin († 1942)
- 25. Februar: Hans Walter Imhoff, Schweizer Fußballspieler († 1971)
- 27. Februar: Hugo Black, US-amerikanischer Politiker und Jurist († 1971)
- 28. Februar: Bjarne Aas, norwegischer Segler, Werftbesitzer und Yachtkonstrukteur († 1969)
- 28. Februar: René Beeh, deutscher Maler und Grafiker († 1922)
- 28. Februar: Victor Boin, belgischer Sportjournalist, Sportler und Sportfunktionär († 1974)

### März
- 01. März: Oskar Kokoschka, österreichischer Maler und Schriftsteller († 1980)
- 02. März: Kurt Grelling, deutscher Mathematiker, Logiker und Philosoph († 1942)
- 02. März: Leo Geyr von Schweppenburg, deutscher Panzergeneral († 1974)
- 03. März: Ezequiel Fernández Jaén, panamaischer Staatspräsident († 1946)
- 03. März: R. O. Morris, englischer Komponist und Musikpädagoge († 1948)
- 04. März: Heinrich Uhlendahl, deutscher Bibliothekar († 1954)
- 05. März: Paul Radmilovic, britischer Wasserballer und Schwimmer, Olympiasieger († 1968)
- 05. März: Wladimir Wiese, russisch-sowjetischer Ozeanograph und Polarforscher († 1954)
- 06. März: Fritz Goerdeler, deutscher Jurist († 1945)
- 07. März: Bastiampillai Anthonipillai, sri-lankischer Ordensgeistlicher († 1964)
- 07. März: Geoffrey Ingram Taylor, britischer Physiker († 1975)
- 07. März: René Thomas, französischer Automobilrennfahrer und Flugpionier († 1975)
- 08. März: Edward Calvin Kendall, US-amerikanischer Biochemiker († 1972)
- 08. März: Richard Charles Mills, australischer Wirtschaftswissenschaftler († 1952)
- 09. März: Kenneth Edwards, US-amerikanischer Golfspieler († 1952)
- 09. März: Heorhij Narbut, ukrainischer Maler, Buchillustrator und Grafiker († 1920)
- 10. März: Karl Bröger, deutscher Arbeiterdichter und Politiker († 1944)
- 10. März: Eugen Klöpfer, deutscher Schauspieler († 1950)
- 10. März: Paul Hans Jaeger, deutscher Politiker († 1958)
- 11. März: Willie Kivlichan, schottischer Fußballspieler und Arzt († 1937)
- 12. März: Vittorio Pozzo, italienischer Fußballspieler und -trainer († 1968)
- 13. März: Henri Gagnebin, schweizerischer Komponist († 1977)
- 14. März: Richard Gaettens, deutscher Numismatiker († 1965)
- 14. März: Wladimir Andrejewitsch Faworski, russischer Künstler († 1964)
- 14. März: Firmin Lambot, belgischer Radrennfahrer († 1964)
- 17. März: Emil Stumpp, deutscher Lehrer, Maler und Pressezeichner († 1941)
- 18. März: Kurt Koffka, deutscher Psychologe († 1941)
- 18. März: Lothar von Arnauld de la Perière, deutscher U-Boot-Kommandant im Ersten Weltkrieg († 1941)
- 18. März: H. Maurice Jacquet, französischer Komponist und Dirigent († 1954)
- 21. März: Oscar Traynor, irischer Politiker († 1963)
- 23. März: Emil Fey, österreichischer Politiker und Heimwehrführer († 1938)
- 24. März: Edward Weston, US-amerikanischer Fotograf († 1958)
- 25. März: Athenagoras, Patriarch von Konstantinopel († 1972)
- 25. März: Willibald Spang, deutscher General († 1978)
- 26. März: Luigi Amoroso, italienischer Mathematiker und Wirtschaftswissenschaftler († 1965)
- 26. März: Edmond Luguet, französischer Radrennfahrer († 1974)
- 27. März: Clemens Holzmeister, österreichischer Architekt († 1983)
- 27. März: Ludwig Mies van der Rohe, deutscher Architekt († 1969)
- 27. März: Sergei Mironowitsch Kirow, russischer Politiker, Vertrauter Stalins und Parteisekretär von Leningrad († 1934)
- 28. März: Katharine Parker, australische Pianistin und Komponistin († 1971)
- 29. März: Bertha Krupp von Bohlen und Halbach, deutsche Unternehmerin, Besitzerin des Krupp-Konzerns († 1957)
- 29. März: Alfred Elmiger, französischer Politiker († 1958)
- 29. März: Luise Harkort, deutsche Keramikerin († 1966)
- 29. März: Gustaf Bengtsson, schwedischer Komponist († 1965)
- 30. März: Henry Lehrman, österreichisch-US-amerikanischer Stummfilmschauspieler, -regisseur und -produzent († 1946)
- 31. März: Tadeusz Kotarbiński, polnischer Philosoph († 1981)

### April
- 02. April: Egon Caesar Conte Corti, österreichischer Schriftsteller († 1953)
- 02. April: Bruno Karl August Jung, deutscher Politiker († 1966)
- 05. April: Gotthelf Bergsträsser, deutscher Orientalist († 1933)
- 06. April: Asaf Jah VII., Fürst von Hyderabad († 1967)
- 06. April: Antal Szebeny, ungarischer Ruderer († 1936)
- 07. April: Emilio Pujol, spanischer Gitarrist und Komponist († 1980)
- 08. April: Benjamín de Arriba y Castro, spanischer Erzbischof von Tarragona († 1973)
- 08. April: Dimitrios Levidis, griechischer Komponist († 1951)
- 08. April: Jānis Vītoliņš, lettischer Komponist († 1955)
- 10. April: John Hayes, US-amerikanischer Marathonläufer und Olympiasieger († 1965)
- 12. April: Christian Lahusen, deutscher Komponist († 1975)
- 12. April: Fritz Henßler, deutscher Buchdrucker, Politiker und MdR († 1953)
- 12. April: Paul Buchner, deutscher Zoologe († 1978)
- 12. April: Melchior Dürst, Schweizer Lehrer, Theatergründer, Regisseur und Bühnenautor († 1950)
- 13. April: Ethel Leginska, englische Pianistin, Dirigentin und Komponistin († 1970)
- 13. April: Nicolae Tonitza, rumänischer Maler († 1940)
- 14. April: Ernst Robert Curtius, deutscher Romanist († 1956)
- 15. April: Frank Ezra Adcock, britischer Althistoriker († 1968)
- 15. April: Heinrich Höcker, deutscher Politiker († 1962)
- 15. April: Nikolai Stepanowitsch Gumiljow, russischer Dichter († 1921)

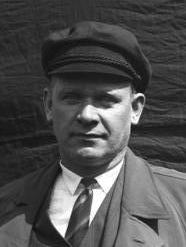
Ernst Thälmann, 1932

- 16. April: Ernst Thälmann, deutscher Politiker († 1944)
- 19. April: Louis Ruyter Radcliffe Grote, deutscher Arzt († 1960)
- 19. April: Manuel Bandeira, brasilianischer Lyriker († 1968)
- 20. April: Walther Ansorge, deutscher Jurist († 1967)
- 21. April: Viktor von Weizsäcker, deutscher Mediziner († 1957)
- 23. April: Friedrich Wilhelm Constantin Ashoff, deutscher Unternehmer († 1941)
- 23. April: Wilhelm Bode, deutscher Schlosser, Gewerkschafter und Widerstandskämpfer († zwischen 1940 und 1945)
- 24. April: Mabel Garrison, US-amerikanische Sängerin († 1963)
- 24. April: Georg Haas, deutscher Arzt, Erfinder der Blutwäsche († 1971)
- 24. April: Hellmuth Hirth, deutscher Flugpionier († 1938)
- 26. April: Ma Rainey, US-amerikanische Bluessängerin († 1939)
- 27. April: Oskar Stampfli, Schweizer Lehrer und Politiker († 1973)
- 29. April: Kurt Pinthus, deutscher Schriftsteller († 1975)

### Mai
- 01. Mai: Walter Cramer, deutscher Unternehmer und Widerstandskämpfer († 1944)
- 02. Mai: Gottfried Benn, deutscher Arzt, Dichter und Essayist († 1956)
- 03. Mai: Fritz Baumann, Schweizer Maler († 1942)
- 03. Mai: Marcel Dupré, französischer Komponist, Organist, Musiktheoretiker und Verleger († 1971)
- 05. Mai: Hermann Heukamp, deutscher Politiker († 1966)
- 08. Mai: Eli Kochański, polnischer Cellist und Musikpädagoge († 1940)
- 09. Mai: Francis Biddle, US-amerikanischer Richter während der Nürnberger Prozesse († 1968)
- 09. Mai: Edu Snethlage, niederländischer Fußballspieler († 1941)
- 10. Mai: Frank Ahearn, kanadischer Eishockeyfunktionär († 1962)

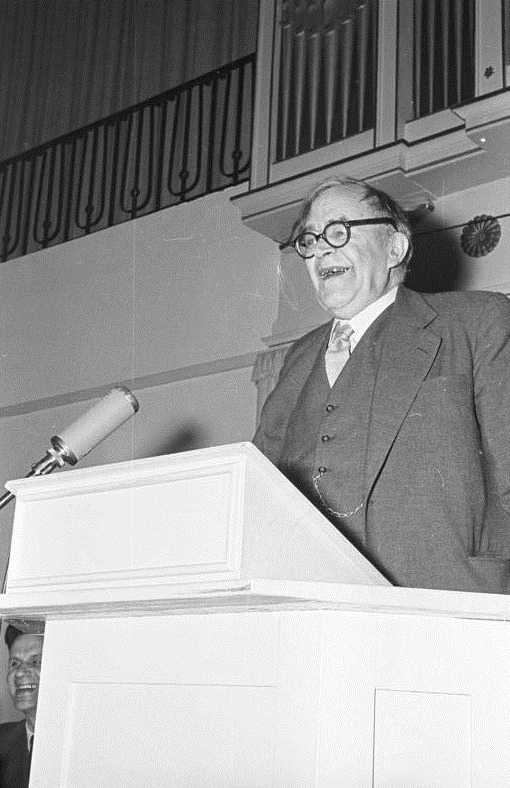
Karl Barth

- 10. Mai: Karl Barth, Schweizer Theologe († 1968)
- 10. Mai: Rosa Münch, Schweizer Politikerin († 1974)
- 10. Mai: Olaf Stapledon, britischer Science-Fiction-Autor († 1950)
- 11. Mai: August Klingenheben, deutscher Afrikanist († 1967)
- 12. Mai: Hermann Grabner, österreichischer Komponist († 1969)
- 13. Mai: Joseph Achron, polnischer Violinist und Komponist († 1943)
- 13. Mai: Carlo Mense, deutscher Maler († 1965)
- 13. Mai: Hans Naumann, deutscher Altgermanist und Volkskundler († 1951)
- 13. Mai: William John Patterson, kanadischer Politiker († 1976)
- 14. Mai: Ernst Späth, österreichischer Chemiker († 1946)

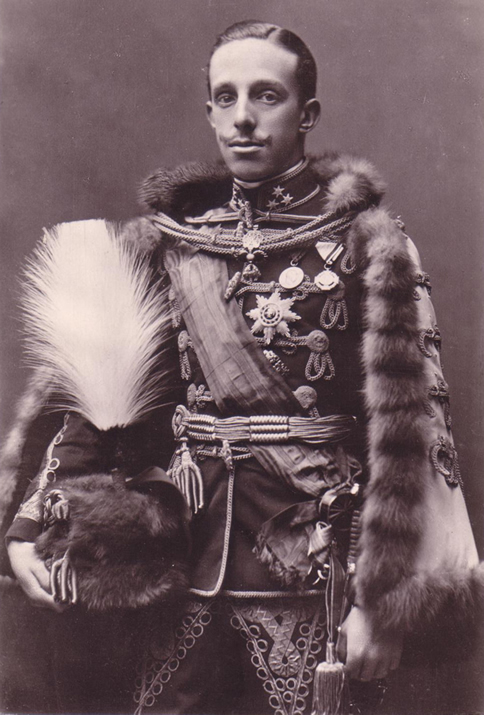
Alfons XIII. von Spanien

- 17. Mai: Alfons XIII., König von Spanien († 1941)
- 17. Mai: Ernst Deloch, deutscher Springreiter († unbekannt)
- 18. Mai: Grigori Borissowitsch Adamow, russischer Schriftsteller († 1945)
- 20. Mai: John Jacob Astor, britischer Adeliger († 1971)
- 20. Mai: Erwin Anton Gutkind, deutsch-englischer Architekt, Stadtplaner und Architekturtheoretiker († 1968)
- 20. Mai: Ali Sami Yen, Gründer des türkischen Fußballvereins „Galatasaray Spor Kulübü“ († 1951)
- 22. Mai: Werner Otto von Hentig, deutscher Diplomat († 1984)
- 23. Mai: Horacio Abadie Santos, uruguayischer Politiker, Rechtsanwalt und Journalist († 1936)
- 23. Mai: Max Herrmann-Neiße, deutscher Schriftsteller († 1941)
- 24. Mai: Hans Adam, bayerischer Offizier († 1917)
- 24. Mai: Paul Paray, französischer Dirigent und Komponist († 1979)
- 26. Mai: Al Jolson, US-amerikanischer Sänger und Entertainer († 1950)
- 27. Mai: Max Dreher, deutscher Orgelbauer († 1967)
- 28. Mai: Jakob Fischbacher, deutscher Politiker († 1972)
- 28. Mai: Karl Aloys Schenzinger, deutscher Schriftsteller († 1962)
- 30. Mai: Ernst Molden, österreichischer Journalist und Historiker († 1953)
- 30. Mai: Frank C. Walker, US-amerikanischer Politiker († 1959)
- 31. Mai: Annemarie Heise, deutsche Malerin und Graphikerin († 1937)
- 31. Mai: Clemens Klotz, deutscher Architekt († 1969)

### Juni
- 01. Juni: Gunnar Graarud, norwegischer Opernsänger († 1960)
- 03. Juni: Adalbert von Bayern, preußischer Prinz († 1970)
- 05. Juni: Kurt Hahn, jüdisch-deutscher Pädagoge († 1974)
- 06. Juni: Albert Heilmann, deutscher Bauunternehmer († 1949)
- 06. Juni: Edvard Rusjan, slowenischer Luftfahrtpionier († 1911)
- 06. Juni: Max Sparer, Südtiroler Maler und Graphiker († 1968)
- 07. Juni: Henri Marie Coandă, rumänischer Physiker und Aerodynamiker († 1972)
- 08. Juni: Albertine Morin-Labrecque, kanadische Komponistin, Pianistin und Musikpädagogin († 1957)
- 08. Juni: Hans Prinzhorn, deutscher Psychiater und Kunsthistoriker († 1933)
- 09. Juni: Kosaku Yamada, japanischer Komponist († 1965)
- 12. Juni: E. Ray Goetz, US-amerikanischer Songwriter, Produzent, Drehbuchautor und Schauspieler († 1954)
- 12. Juni: Naitō Tachū, japanischer Architekt, Ingenieur und Hochschullehrer († 1970)
- 14. Juni: Paul Simon, französischer Politiker und Résistant († 1956)
- 15. Juni: William C. Stadie, US-amerikanischer Mediziner († 1959)
- 15. Juni: Eftimios Youakim, libanesischer Erzbischof († 1972)
- 16. Juni: Carl Eichhorn, deutscher Ruderer
- 16. Juni: Fernand Bachmann, französischer Automobilrennfahrer († 1965)
- 18. Juni: George Mallory, britischer Bergsteiger († 1924)
- 19. Juni: Rudolf Kremlička, tschechischer Maler und Graphiker († 1932)
- 21. Juni: Paul Petschek, böhmischer bzw. tschechoslowakischer Unternehmer († 1946)
- 22. Juni: Rudolf Fehrmann, deutscher Rechtsanwalt, Kletterer und Kletterführerautor († 1948)
- 23. Juni: Jean Déré, französischer Komponist und Musikpädagoge († 1970)
- 24. Juni: Valentin Pfeifer, war ein deutscher Lehrer, Heimatforscher und Schriftsteller († 1964)
- 25. Juni: Henry Harley Arnold, US-amerikanischer General († 1950)
- 25. Juni: James Francis McIntyre, US-amerikanischer Geistlicher, Erzbischof von Los Angeles und Kardinal († 1979)
- 27. Juni: Eduard Dingeldey, deutscher Politiker, Partei – und Fraktionsvorsitzender (DVP) († 1942)
- 28. Juni: Aloïse Corbaz, Schweizer Künstlerin († 1964)
- 28. Juni: Walther Veeck, deutscher Archäologe; Spezialist für die Merowingerzeit († 1941)
- 29. Juni: Ada Sari, polnische Opernsängerin († 1968)
- 29. Juni: George Frederick Boyle, australischer Komponist († 1948)
- 29. Juni: Robert Schuman, französischer Politiker († 1963)
- 29. Juni: William Fielding Ogburn, US-amerikanischer Soziologe († 1959)

### Juli
- 01. Juli: Anton Kolig, österreichischer Maler († 1950)
- 01. Juli: Fernando Santiván, chilenischer Schriftsteller und Journalist († 1973)
- 02. Juli: William Hammond, britischer Radsportler († 1960)
- 03. Juli: Harmodio Arias Madrid, panamaischer Staatspräsident († 1962)
- 03. Juli: Raymond A. Spruance, US-amerikanischer Admiral († 1969)
- 04. Juli: Arminio Janner, Schweizer Hochschullehrer und Publizist († 1949)
- 05. Juli: Felix Timmermans, flämischer Schriftsteller und Maler († 1947)

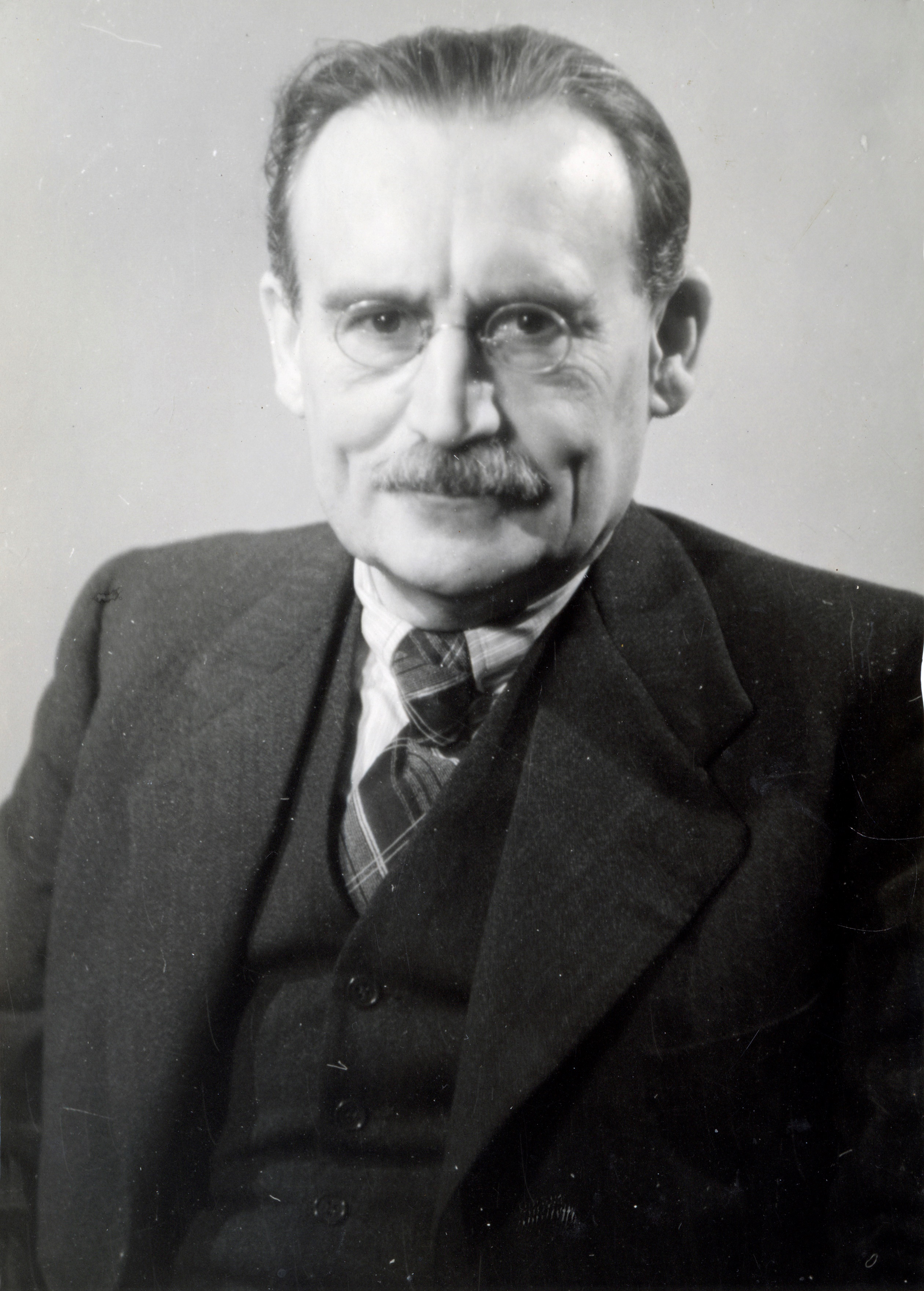
Willem Drees

- 05. Juli: Willem Drees, niederländischer Politiker († 1988)
- 06. Juli: Marc Bloch, französischer Historiker († 1944)
- 06. Juli: Annette Kellerman, australische Kunstschwimmerin und Filmschauspielerin († 1975)
- 07. Juli: Otto Kiep, deutscher Diplomat († 1944)
- 08. Juli: Hans Leicht, Jurist, Politiker, Dichter und Übersetzer († 1937)
- 10. Juli: Adalberto Garelli, italienischer Ingenieur, Unternehmer und Pionier des Motorradbaus († 1968)
- 10. Juli: John Vereker, 6. Viscount Gort, britischer Feldmarschall († 1946)
- 11. Juli: Hans May, österreichisch-deutsch-britischer Komponist († 1958)
- 12. Juli: Raoul Hausmann, österreichisch-deutscher Künstler († 1971)
- 14. Juli: Ernst Nobs, Schweizer Politiker († 1957)
- 14. Juli: Manfred von Killinger, deutscher Marineoffizier, Freikorpsführer, Militärschriftsteller, MdR († 1944)
- 15. Juli: Harry Green, britischer Langstreckenläufer († 1934)
- 15. Juli: Jacques Rivière, französischer Schriftsteller († 1925)
- 19. Juli: Marthe Condat, französische Ärztin († 1939)
- 19. Juli: Ferry van der Vinne, niederländischer Fußballspieler († 1947)
- 21. Juli: Henri Schaller, Schweizer Geistlicher, Journalist und Zeitungsverleger († 1985)
- 21. Juli: Eugen Schüfftan, deutscher Kameramann und Erfinder († 1977)
- 22. Juli: Theo Morell, deutscher NS-Arzt († 1948)
- 22. Juli: Hans Pemmer, österreichischer Heimatforscher und Lehrer in Wien († 1972)
- 22. Juli: Hella Wuolijoki, estnisch-finnische Schriftstellerin († 1954)
- 23. Juli: Anna Maria Schulte, deutsche Sozialdemokratin und Sozialaktivistin († 1973)
- 23. Juli: Arthur Whitten Brown, britischer Luftfahrtpionier († 1948)
- 23. Juli: Theodor Frings, deutscher Germanist und Sprachwissenschaftler († 1968)
- 23. Juli: Salvador de Madariaga, spanischer Diplomat und Schriftsteller († 1978)

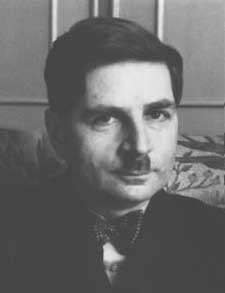
Walter Schottky

- 23. Juli: Walter Schottky, deutscher Physiker († 1976)
- 23. Juli: Władysław Szafer, polnischer Botaniker und Ökologe († 1970)
- 25. Juli: Edward Cummins, US-amerikanischer Golfer († 1926)
- 26. Juli: Lars Hanson, schwedischer Filmschauspieler († 1965)
- 27. Juli: Ernst May, deutscher Architekt und Stadtplaner († 1970)
- 28. Juli: Gustavo Testa, italienischer römisch-katholischer Kardinal († 1969)
- 29. Juli: Emil Phillip, deutscher evangelischer Diakon († 1965)
- 30. Juli: Leo Nebelsiek, deutscher Prähistoriker und Heimatforscher († 1974)
- 30. Juli: Dutch Speck, US-amerikanischer American-Football-Spieler († 1952)
- 30. Juli: Franz Thoma, österreichischer Politiker († 1966)

### August
- 03. August: Hans Conzett, Schweizer Buchdrucker und Politiker († 1918)
- 04. August: Emma Streit, deutsche Malerin († 1939)
- 05. August: Carlo Giorgio Garofalo, italienischer Komponist und Organist († 1962)
- 07. August: Lothar Budzinski-Kreth, deutscher Fußballspieler († 1955)
- 08. August: Matthew Henson, US-amerikanischer Polarforscher († 1955)
- 08. August: Pietro Yon, italienisch-amerikanischer Organist und Komponist († 1943)
- 09. August: Heinrich Ehmsen, deutscher Maler und Grafiker († 1964)
- 09. August: Jops Reeman, niederländischer Fußballspieler († 1959)
- 10. August: Karl Tewes, deutscher Fußballspieler († 1968)
- 15. August: Karl Korsch, deutscher Philosoph, Marxist († 1961)
- 15. August: Paul Rudolf Henning, deutscher Bildhauer und Architekt († 1986)
- 19. August: Louis Abit, französischer Automobilrennfahrer († 1976)
- 19. August: Paul Preuß, österreichischer Alpinist († 1913)
- 20. August: István Abonyi, ungarischer Schachspieler und Schachfunktionär († 1942)

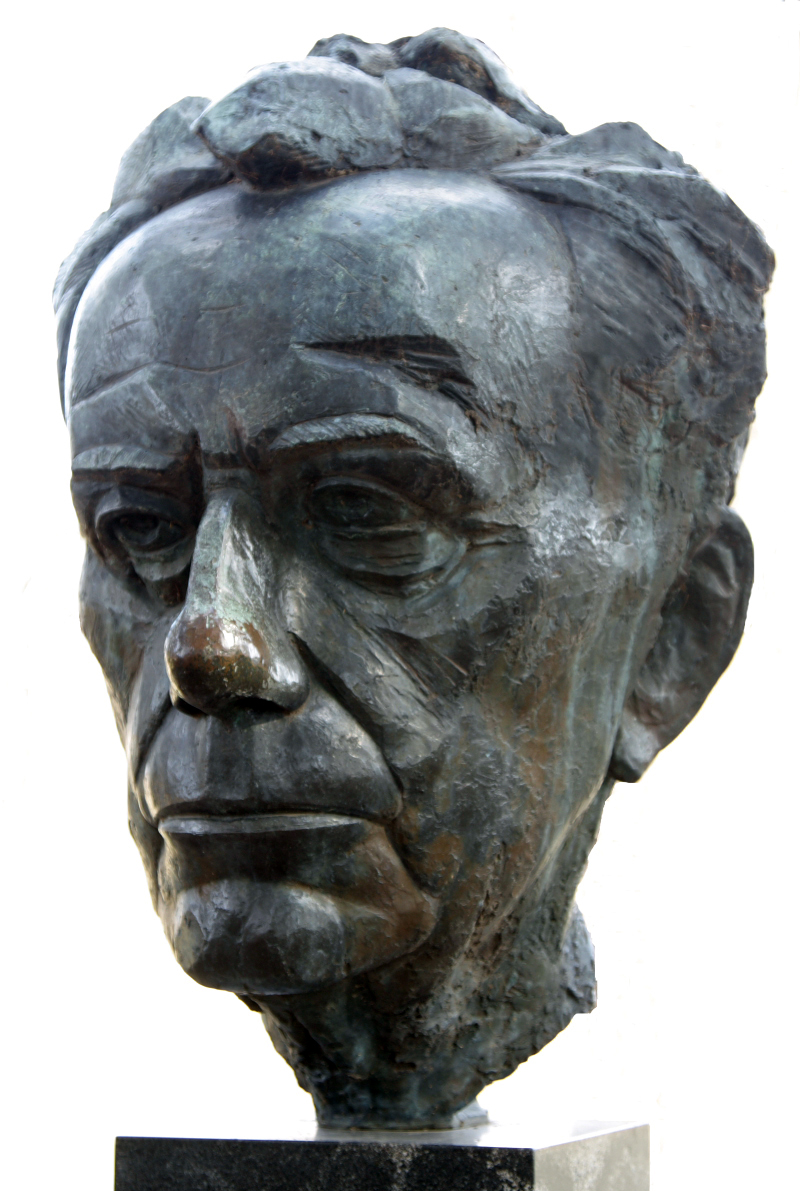
Büste von Paul Tillich

- 20. August: Paul Tillich, deutscher protestantischer Theologe und Religionsphilosoph († 1965)
- 22. August: August Geislhöringer, deutscher Politiker († 1963)
- 23. August: Gustav Theodor Johann Ludwig Ahlhorn, deutscher Jurist († 1971)
- 24. August: Earl Johnson, US-amerikanischer Country-Musiker († 1965)
- 25. August: Erich Liebermann-Roßwiese, deutscher Pianist, Komponist und Librettist († 1942)
- 25. August: Emmy Wehlen, deutsche Schauspielerin († 1977)
- 26. August: Rudolf Belling, deutscher Künstler († 1972)
- 27. August: Rebecca Clarke, englische Komponistin und Bratschistin († 1979)
- 27. August: Otto Eggerstedt, deutscher Politiker († 1933)
- 28. August: Robert Hohlbaum, österreichischer Bibliothekar, Romanautor und Dramatiker († 1955)
- 29. August: Joseph Godehard Machens, deutscher Bischof († 1956)
- 30. August: August Sonnefeld, deutscher Optiker († 1974)
- 31. August: Jan Heřman, tschechischer Pianist und Musikpädagoge († 1946)

### September
- 01. September: Tarsila do Amaral, brasilianische Malerin († 1973)
- 01. September: Othmar Schoeck, Schweizer Komponist und Dirigent († 1957)
- 04. September: Miloslav Fleischmann, tschechischer Eishockeyspieler († 1955)
- 04. September: Georg Krogmann, deutscher Fußballspieler († 1915)
- 05. September: Karl Eschweiler, deutscher Theologe († 1936)
- 07. September: Ludwig Armbruster, deutscher Zoologe († 1973)
- 07. September: Max Daetwyler, erster Schweizer Kriegsdienstverweigerer († 1976)
- 09. September: Erwin Voellmy, Schweizer Schachmeister und Mathematiker († 1951)
- 10. September: Hilda Doolittle (H. D.), US-amerikanische Schriftstellerin († 1961)
- 11. September: Ernst Ackermann, Schweizer Statistiker († 1978)
- 13. September: Melli Beese, deutsche Pilotin († 1925)
- 13. September: Alain LeRoy Locke, US-amerikanischer Philosoph († 1954)
- 13. September: Robert Robinson, britischer Chemiker († 1975)
- 14. September: Erich Hoepner, deutscher General und Widerstandskämpfer († 1944)
- 14. September: Jan Masaryk, tschechischer Politiker († 1948)
- 15. September: Paul Lévy, französischer Mathematiker († 1971)
- 15. September: Wilhelm Schürer, deutscher Architekt († 1975)

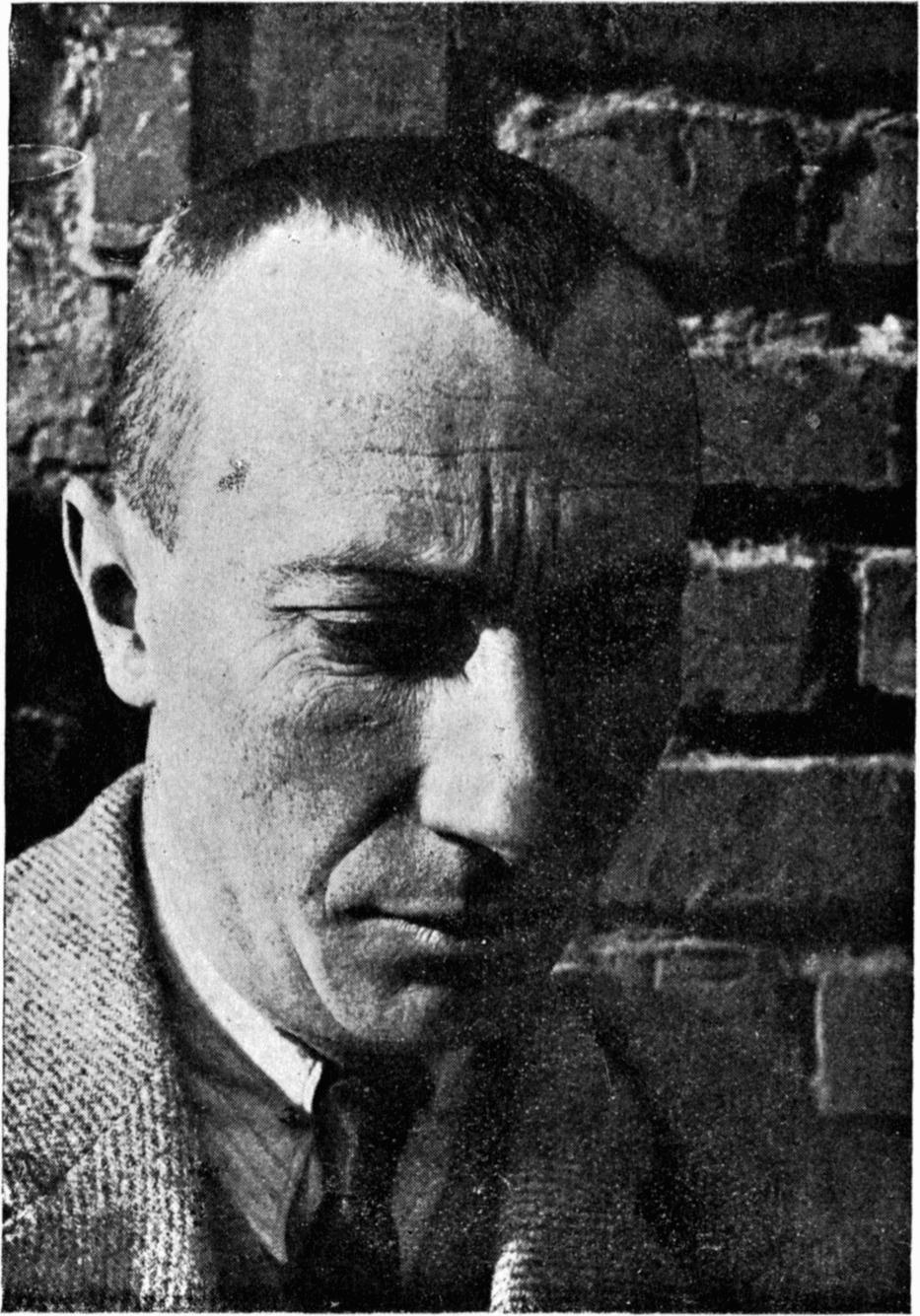
Hans Arp

- 16. September: Hans Arp, deutsch-französischer Maler, Bildhauer und Dichter († 1966)
- 16. September: Dorothea von Arronet, deutschbaltische Malerin, Illustratorin und Grafikerin († 1973)
- 16. September: José Delaquerrière, kanadischer Sänger, Komponist und Musikpädagoge († 1978)
- 17. September: Ramón Emilio Jiménez, dominikanischer Schriftsteller († 1971)
- 17. September: Otto Gmelin, deutscher Schriftsteller († 1940)
- 17. September: Alfred Walther, Schweizer Professor für Betriebswirtschaftslehre († 1955)
- 18. September: Armando Donoso, Essayist, Journalist, Herausgeber und Literaturkritiker († 1946)
- 18. September: Max Rudolf Lehmann, deutscher Professor für Betriebswirtschaftslehre († 1965)
- 18. September: Karl Oberparleiter, österreichischer Professor für Betriebswirtschaftslehre († 1968)
- 20. September: Cecilie von Mecklenburg-Schwerin, letzte Kronprinzessin des deutschen Kaiserreichs († 1954)
- 20. September: Hermann Lautensach, deutscher Geograph († 1971)
- 21. September: François Piazzoli, französischer Automobilrennfahrer († 1960)
- 22. September: Roger Bissière, französischer Maler († 1964)
- 22. September: Hermann Holthusen, deutscher Mediziner und Radiologe († 1971)
- 24. September: Edward Bach, englischer Mediziner, Bakteriologe, Immunologe († 1936)
- 24. September: Roberto María Ortiz, argentinischer Präsident († 1942)
- 25. September: Charles Armstrong, US-amerikanischer Arzt und Virologe († 1967)
- 25. September: Edward Stuart McDougall, kanadischer Richter am Internationalen Militärgerichtshof für den Fernen Osten († 1957)
- 25. September: Nobutake Kondo, japanischer Admiral († 1953)
- 25. September: Émile Lamarre, kanadischer Sänger († 1963)
- 25. September: Kurt Oppenheim, deutscher Unternehmer, Manager und Chemiker († 1947)
- 25. September: May Sutton, US-amerikanische Tennisspielerin († 1975)
- 26. September: Archibald Vivian Hill, britischer Physiologe († 1977)
- 26. September: Koizumi Chikashi, japanischer Lyriker († 1927)
- 27. September: Mario Amadori, italienischer pharmazeutischer Chemiker und Hochschullehrer († 1941)
- 29. September: Peter Stammen, deutscher Bildhauer († 1958)

### Oktober
- 01. Oktober: Paul Morgan, österreichischer Schauspieler und Komiker († 1938)
- 02. Oktober: Leon Hirsch, deutscher Buchhändler, Drucker, Verleger und Kabarett-Leiter († 1954)
- 03. Oktober: Alain-Fournier, französischer Schriftsteller († 1914)
- 03. Oktober: Barbara Karinska, US-amerikanische Kostümbildnerin († 1983)
- 04. Oktober: Erich Fellgiebel, deutscher Offizier und Widerstandskämpfer († 1944)
- 04. Oktober: Nakamura Murao, japanischer Literaturtheoretiker und -kritiker († 1949)
- 06. Oktober: Karl Paul Andrae, deutscher Architekt und Künstler († 1945)
- 06. Oktober: Edwin Fischer, Schweizer Pianist († 1960)
- 07. Oktober: Heinrich Ancker, deutscher Marineoffizier († 1960)
- 07. Oktober: Kurt Schmitt, deutscher Wirtschaftsführer und Reichswirtschaftsminister († 1950)
- 08. Oktober: Karl Gengler, deutscher Politiker († 1974)
- 08. Oktober: Wim Groskamp, niederländischer Fußballspieler († 1974)
- 08. Oktober: Pedro Prado, chilenischer Schriftsteller († 1952)
- 08. Oktober: Yoshii Isamu, japanischer Schriftsteller († 1960)
- 10. Oktober: Franz Arczynski, deutscher Gewerkschaftsfunktionär und Politiker († 1946)
- 11. Oktober: Max Augustin, österreichischer Politiker († 1943)
- 11. Oktober: Oskar Icha, österreichischer Bildhauer († 1945)
- 12. Oktober: Wanda Achsel, deutsche Opernsängerin († 1977)
- 12. Oktober: Albert Chamberland, kanadischer Violinist und Komponist († 1975)
- 13. Oktober: Karl Arndt, deutscher Politiker und Gewerkschafter († 1949)
- 13. Oktober: Maurice Rost, französischer Automobilrennfahrer und Flieger († 1958)
- 13. Oktober: Ben Stom, niederländischer Fußballspieler († 1965)
- 15. Oktober: Rudolf Graf von Marogna-Redwitz, deutscher Widerstandskämpfer des 20. Juli 1944 († 1944)
- 16. Oktober: Otto Arpke, deutscher Maler, Illustrator und Gebrauchsgraphiker († 1943)
- 16. Oktober: Raoul Maria Eduard Karl Aslan-Zumpart, österreichisch-griechischer Schauspieler († 1958)
- 16. Oktober: Boris Michailowitsch Eichenbaum, russischer Literaturwissenschaftler († 1959)

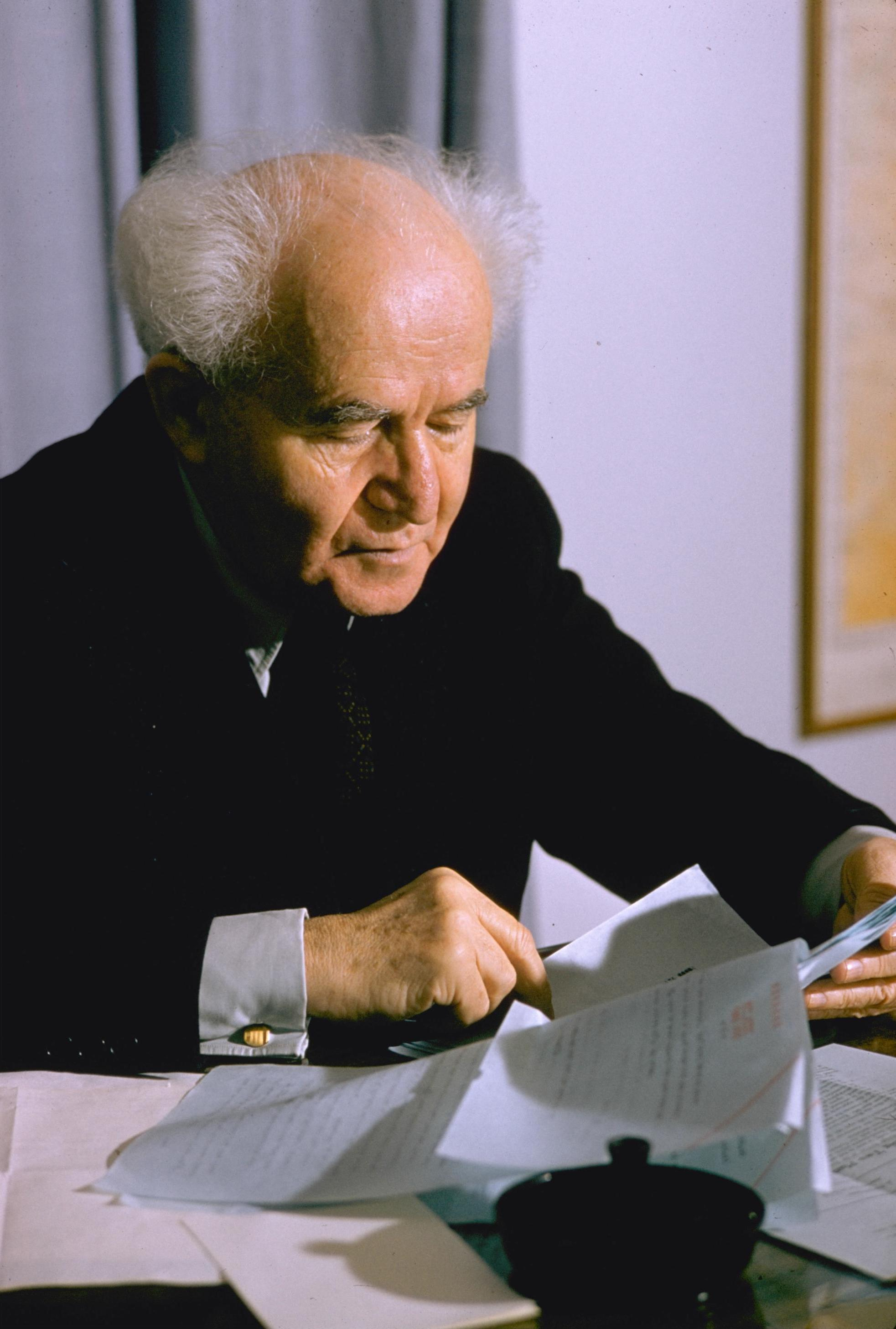
David Ben Gurion, 1959

- 16. Oktober: David Ben Gurion, israelischer Premierminister († 1973)
- 16. Oktober: Gerhart Rodenwaldt, deutscher Archäologe († 1945)
- 19. Oktober: Adolf Werner, deutscher Fußballspieler († 1975)
- 19. Oktober: Bella Ouellette, kanadische Schauspielerin († 1945)
- 19. Oktober: Lothar Schreyer, deutscher Jurist, Maler, Schriftsteller und Dramaturg († 1966)
- 20. Oktober: Leopold Stocker, österreichischer Verleger († 1950)
- 21. Oktober: Karl Polanyi, ungarischer Wirtschaftswissenschaftler und Wirtschaftstheoretiker († 1964)
- 23. Oktober: Edwin Boring, US-amerikanischer Experimentalpsychologe und einer der ersten Psychologie-Historiker († 1968)
- 23. Oktober: Peter Bratschi, Schweizer Politiker, Hörspielautor und Mundartdichter († 1975)
- 23. Oktober: Ernest Friederich, französischer Automobilrennfahrer und Mechaniker († 1954)
- 23. Oktober: Karl Hartleb, österreichischer Politiker († 1965)
- 24. Oktober: Delmira Agustini, uruguayische Dichterin († 1914)
- 24. Oktober: Grigori Konstantinowitsch Ordschonikidse, sowjetischer Politiker († 1937)
- 25. Oktober: Nikola Atanassow, bulgarischer Komponist und Musikpädagoge († 1969)
- 25. Oktober: Leo G. Carroll, britischer Schauspieler († 1972)
- 26. Oktober: Hanns Braun, deutscher Leichtathlet († 1918)
- 26. Oktober: Isidore Fattal, syrischer Erzbischof († 1961)
- 27. Oktober: Marie Sieger-Polack, deutsche Malerin († 1970)
- 28. Oktober: Frans de Bruyn Kops, niederländischer Fußballspieler († 1979)
- 29. Oktober: Martin Gusinde, österreichischer Anthropologe, Priester († 1969)
- 29. Oktober: Wilhelm Hansmann, deutscher Politiker († 1963)
- 30. Oktober: Zoë Akins, US-amerikanische Drehbuchautorin und Dramatikerin († 1958)
- 31. Oktober: William John Adie, australischer Neurologe († 1935)

### November
- 01. November: Hermann Broch, österreichischer Schriftsteller († 1951)
- 01. November: Hagiwara Sakutarō, japanischer Schriftsteller († 1942)
- 01. November: Matsui Sumako, japanische Schauspielerin († 1919)
- 02. November: Bruno Topff, deutscher Uniformschneider und Marinesoldat († 1920)
- 06. November: Gustav Gerson Kahn, US-amerikanischer Musiker, Liedermacher und Textdichter († 1941)
- 06. November: Franz Kandolf, deutscher katholischer Geistlicher und Mitarbeiter des Karl-May-Verlags († 1949)
- 06. November: Bruno Satori-Neumann, deutscher Theaterwissenschaftler († 1943)
- 07. November: Charlotte Armbruster, deutsche Politikerin († 1970)
- 07. November: Aaron Nimzowitsch, lettischer Schachspieler und -theoretiker († 1935)
- 09. November: Edward Lindberg, US-amerikanischer Leichtathlet und Olympiasieger († 1978)
- 12. November: Agustín Acosta, kubanischer Politiker und Schriftsteller († 1978)
- 12. November: Günter Dyhrenfurth, Schweizer Bergsteiger und Geologe († 1975)
- 13. November: Alva M. Lumpkin, US-amerikanischer Jurist und Politiker († 1941)
- 13. November: Tur-Sinai, israelischer Philologe und Bibelausleger († 1973)
- 13. November: Mary Wigman, deutsche Tänzerin, Choreografin und Tanzpädagogin († 1973)
- 15. November: Georg Anschütz, deutscher Psychologe († 1953)
- 15. November: Franz Felix, österreichischer Opernsänger, Theaterregisseur und -leiter († 1963)
- 15. November: René Guénon, französischer Metaphysiker und esoterischer Schriftsteller († 1951)
- 15. November: Pedro Sanjuán, spanischer Komponist und Dirigent († 1976)
- 16. November: Marcel Riesz, ungarischer Mathematiker († 1969)
- 17. November: Ferdinand Friedensburg, deutscher Politiker († 1972)
- 17. November: Hans Schlange-Schöningen, deutscher Politiker († 1960)
- 20. November: Karl von Frisch, österreichischer Biologe, Zoologe, Nobelpreisträger († 1982)
- 20. November: Robert Hunter, US-amerikanischer Golfspieler († 1971)
- 21. November: Harold Nicolson, britischer Diplomat, Autor und Politiker († 1968)
- 23. November: Lloyd Stark, US-amerikanischer Politiker († 1972)
- 24. November: Margaret Caroline Frances Anderson, US-amerikanische Schriftstellerin († 1973)
- 24. November: Georges Vantongerloo, belgischer Maler, Bildhauer und Architekt († 1965)
- 28. November: Georg Schumann, deutscher Kommunist und Widerstandskämpfer († 1945)
- 30. November: Karl Struss, US-amerikanischer Fotograf und Kameramann († 1981)

### Dezember
- 01. Dezember: Mollie Kyle, Indianerin und Überlebende der Osage-Morde († 1937)
- 01. Dezember: Rex Stout, US-amerikanischer Krimi-Schriftsteller († 1975)
- 01. Dezember: Zhu De, chinesischer Marschall († 1976)
- 02. Dezember: Earl Cooper, US-amerikanischer Automobilrennfahrer († 1965)
- 02. Dezember: Annie Francé-Harrar, österreichische Schriftstellerin († 1971)
- 02. Dezember: Dimitri Usnadse, georgischer Psychologe († 1950)
- 03. Dezember: Karl Manne Siegbahn, schwedischer Physiker und Nobelpreisträger († 1978)
- 04. Dezember: Jan Thomée, niederländischer Fußballspieler († 1954)
- 04. Dezember: Ludwig Bieberbach, deutscher Mathematiker und NSDAP-Aktivist († 1982)
- 05. Dezember: Rose Wilder Lane, US-amerikanische Schriftstellerin und politische Theoretikerin († 1968)
- 08. Dezember: Diego Rivera, mexikanischer Maler († 1957)
- 08. Dezember: Jakob Diel, deutscher Politiker und MdB († 1969)
- 09. Dezember: Ernst Hollstein, deutscher Fußballspieler († 1950)
- 11. Dezember: Victor McLaglen, britischer Schauspieler († 1959)
- 12. Dezember: Mirko Jelusich, österreichischer Schriftsteller († 1969)
- 13. Dezember: Wilhelm Leo, deutscher Rechtsanwalt und Mitglied im Nationalkomitee Freies Deutschland für den Westen († 1945)
- 14. Dezember: Fred Sauer, österreichischer Schauspieler, Regisseur und Drehbuchautor († 1952)
- 19. Dezember: Ángel Herrera Oria, spanischer Geistlicher, Bischof von Málaga († 1968)
- 19. Dezember: Charles M. Cooke, US-amerikanischer Admiral († 1970)
- 19. Dezember: Matthias Gelzer, Schweizer Althistoriker († 1974)
- 20. Dezember: Hazel Hotchkiss Wightman, US-amerikanische Tennisspielerin († 1974)
- 20. Dezember: Celestino Piaggio, argentinischer Komponist, Pianist und Dirigent († 1931)
- 21. Dezember: Fritz Baumgarten, deutscher Fußballspieler († 1961)
- 21. Dezember: Hermann Kees, deutscher Ägyptologe († 1964)
- 21. Dezember: Frank Neil, australischer Theaterunternehmer († 1940)
- 23. Dezember: Albert Ehrenstein, deutschsprachiger Lyriker, Erzähler († 1950)
- 23. Dezember: Salvador Seguí, spanischer Anarchist und Syndikalist († 1923)
- 24. Dezember: Peco Bauwens, deutscher Fußballspieler und Funktionär des DFB († 1963)
- 24. Dezember: Michael Curtiz, ungarisch-amerikanischer Filmregisseur († 1962)
- 24. Dezember: Alexander Parchomenko, russischer bzw. ukrainischer Revolutionär und Armeekommandeur († 1921)
- 25. Dezember: Malak Hifnī Nāsif, ägyptische Frauenrechtlerin († 1918)
- 25. Dezember: Franz Rosenzweig, deutscher Historiker und Philosoph († 1929)
- 26. Dezember: Gyula Gömbös, ungarischer General, Politiker und Ministerpräsident († 1936)
- 28. Dezember: Fritz Schröter, deutscher Physiker und Fernsehpionier († 1973)
- 29. Dezember: Georg von Struve, russisch-deutscher Astronom († 1933)
- 30. Dezember: Henri Chapron, französischer Unternehmer und Automobilcouturier († 1978)
- 30. Dezember: Austin Osman Spare, britischer Grafiker, Maler und Magier († 1956)
- 31. Dezember: Chajim Jehuda Leib Auerbach, israelischer Rabbiner († 1954)

### Genaues Geburtsdatum unbekannt
- Wadi' al-Bustani, libanesischer Dichter und Übersetzer († 1954)
- Giannis M. Apostolakis, griechischer Neogräzist († 1947)
- José Gil, argentinischer Komponist und Musikpädagoge († 1947)
- Masoud Keyhan, Major der Persischen Gendarmerie († 1961)
- Faiyaz Khan, indischer Sänger klassischer hindustanischer Musik und Komponist († 1950)
- Riccardo Malipiero, italienischer Cellist und Musikpädagoge († 1975)
- Edward Royce, US-amerikanischer Komponist und Musikpädagoge († 1963)
- George Lawrence Stone, US-amerikanischer Schlagzeuger und Schlagzeuglehrer († 1967)

## Gestorben

### Erstes Quartal
- 02. Januar: Georg Adolf Demmler, deutscher Architekt und Politiker (* 1804)
- 05. Januar: Lazarus Adler, Schriftsteller und Landesrabbiner von Hessen-Nassau (* 1810)
- 07. Januar: Richard Dadd, englischer Maler (* 1817)
- 10. Januar: Benjamin F. Conley, US-amerikanischer Politiker (* 1815)
- 11. Januar: Gustav Hache, deutscher Politiker (* 1835)
- 16. Januar: Carl Immanuel Baumann, württembergischer Zeichner, Fotograf und Lithograph (* 1831)
- 17. Januar: Paul Baudry, französischer Maler (* 1828)
- 17. Januar: Bernhard von Neher, deutscher Maler (* 1806)
- 17. Januar: Eduard Oscar Schmidt, deutscher Zoologe (* 1823)
- 18. Januar: Karl Gaertner, deutscher Ingenieur, Unternehmer und Politiker (* 1823)
- 20. Januar: Ernst Methfessel, deutscher Komponist (* 1811)
- 21. Januar: Adolf Werneburg, deutscher Namen- und Heimatforscher sowie Forstmann (* 1813)
- 22. Januar: August Wilhelm Theodor Adam, deutscher Musikdirektor (* 1833)
- 22. Januar: James T. Farley, US-amerikanischer Politiker (* 1829)
- 26. Januar: David Rice Atchison, US-amerikanischer Politiker (* 1807)
- 30. Januar: Gustave Chouquet, französischer Musikwissenschaftler (* 1819)
- 30. Januar: Neill S. Brown, US-amerikanischer Politiker (* 1810)
- 02. Februar: Edmund Heusinger von Waldegg, deutscher Maschinenbauingenieur und Eisenbahnpionier (* 1817)
- 04. Februar: William Edwin Boardman, US-amerikanischer methodistischer und presbyterianischer Pastor, Sonntagschullehrer, Autor und Führer der Heiligungsbewegung (* 1810)
- 04. Februar: Hans Victor von Unruh, preußischer Politiker und Regierungsrat (* 1806)
- 08. Februar: Iwan Sergejewitsch Aksakow, russischer Schriftsteller und Slawophiler (* 1823)
- 09. Februar: Winfield Scott Hancock, US-amerikanischer General (* 1824)
- 12. Februar: Marie von Augustin, österreichische Malerin und Schriftstellerin (* 1806)
- 17. Februar: Josef Sies, österreichischer Orgelbauer (* 1818)
- 19. Februar: Joseph Matthäus Aigner, österreichischer Porträtmaler (* 1818)
- 24. Februar: Etienne Chastel, Schweizer evangelischer Theologe und Hochschullehrer (* 1801)
- 27. Februar: Angelo Panzini, italienischer Komponist und Musikpädagoge (* 1820)
- 02. März: Charles Chalumeau, Schweizer Lehrer und Politiker (* 1823)
- 02. März: Friedrich Wilhelm Winzer, deutscher Orgelbauer (* 1811)
- 03. März: Alfred Assolant, französischer Schriftsteller (* 1827)
- 08. März: Auguste Gougeard, französischer Offizier und Politiker (* 1827)
- 11. März: Franz Antoine, Hofgärtner im Hofburggarten (* 1815)
- 12. März: Ysaak Brons, deutscher Politiker, Mitglied der Frankfurter Nationalversammlung (* 1802)
- 15. März: George Michael Hahn, US-amerikanischer Politiker (* 1830)
- 15. März: William Irwin, US-amerikanischer Politiker (* 1827)
- 15. März: Edward Tuckerman, US-amerikanischer Botaniker und Flechtenkundler (* 1817)
- 16. März: Georg Varrentrapp, deutscher Mediziner (* 1809)
- 17. März: Karl von Brandenstein, preußischer General (* 1831)
- 17. März: Leopold Zunz, deutscher Wissenschaftler (* 1794)
- 27. März: Julian Schmidt, deutscher Literaturhistoriker (* 1818)
- 27. März: Sir Henry Taylor, englischer Dramatiker und Kolonialbeamter (* 1800)
- 29. März: Théodore Lissignol, Schweizer Vermessungstechniker, Jurist und Politiker (* 1820)
- 31. März: Józef Bohdan Zaleski, polnischer Dichter (* 1802)

### Zweites Quartal
- 04. April: Caesarine Kupfer-Gomansky, deutsche Schauspielerin (* 1818)
- 04. April: Jewgeni Alexandrowitsch Lansere, russischer Bildhauer (* 1848)
- 06. April: Théodore Ritter, französischer Pianist und Komponist (* 1840)
- 09. April: Joseph Victor von Scheffel, deutscher Dichter (* 1826)
- 13. April: Anna Louisa Geertruida Bosboom-Toussaint, niederländische Schriftstellerin (* 1812)
- 13. April: Károly Thern, ungarischer Komponist (* 1817)
- 14. April: Marie Kerner, deutsche Schriftstellerin (* 1813)
- 17. April: Wigand Oppel, deutscher Organist und Musikpädagoge (* 1822)
- 26. April: Elise Flindt, deutsche Schauspielerin (* um 1810)
- 27. April: Eugène Isabey, französischer Maler (* 1803)
- 02. Mai: Isabella Braun, deutsche Jugendbuchautorin (* 1815)
- 05. Mai: Louis Vautrey, Schweizer römisch-katholischer Geistlicher und Historiker (* 1829)
- 07. Mai: Jenny Bürde-Ney, deutsche Sängerin (* 1824)
- 13. Mai: Theodor Mattern, deutscher Kaufmann (* 1820)
- 15. Mai: Emily Dickinson, US-amerikanische Dichterin (* 1830)
- 16. Mai: Ambroise Verschaffelt, belgischer Gärtner und Buchautor (* 1825)
- 16. Mai: Peter Vogt, Schweizer Förster und Politiker (* 1822)
- 17. Mai: John Deere, US-amerikanischer Hufschmied, Erfinder des Stahlpflugs und Firmengründer (* 1804)
- 17. Mai: Josef Haltrich, deutscher Lehrer, Pfarrer und sächsischer Volkskundler (* 1822)
- 23. Mai: Carl Heinrich Auspitz, österreichischer Dermatologe (* 1835)
- 23. Mai: Leopold von Ranke, deutscher Historiker (* 1795)
- 24. Mai: Franz Xaver Schönwerth, deutscher Volkskundler (* 1810)
- 31. Mai: Johannes Heinrich Müller, deutscher Konservator, Denkmalpfleger und Numismatiker (* 1828)
- 01. Juni: Julius Adolph Stöckhardt, deutscher Agrikulturchemiker (* 1809)
- 13. Juni: Carl Emil Viktor von Gonzenbach, Schweizer Kaufmann und Politiker (* 1816)
- 13. Juni: Bernhard von Gudden, deutscher Mediziner (* 1824)

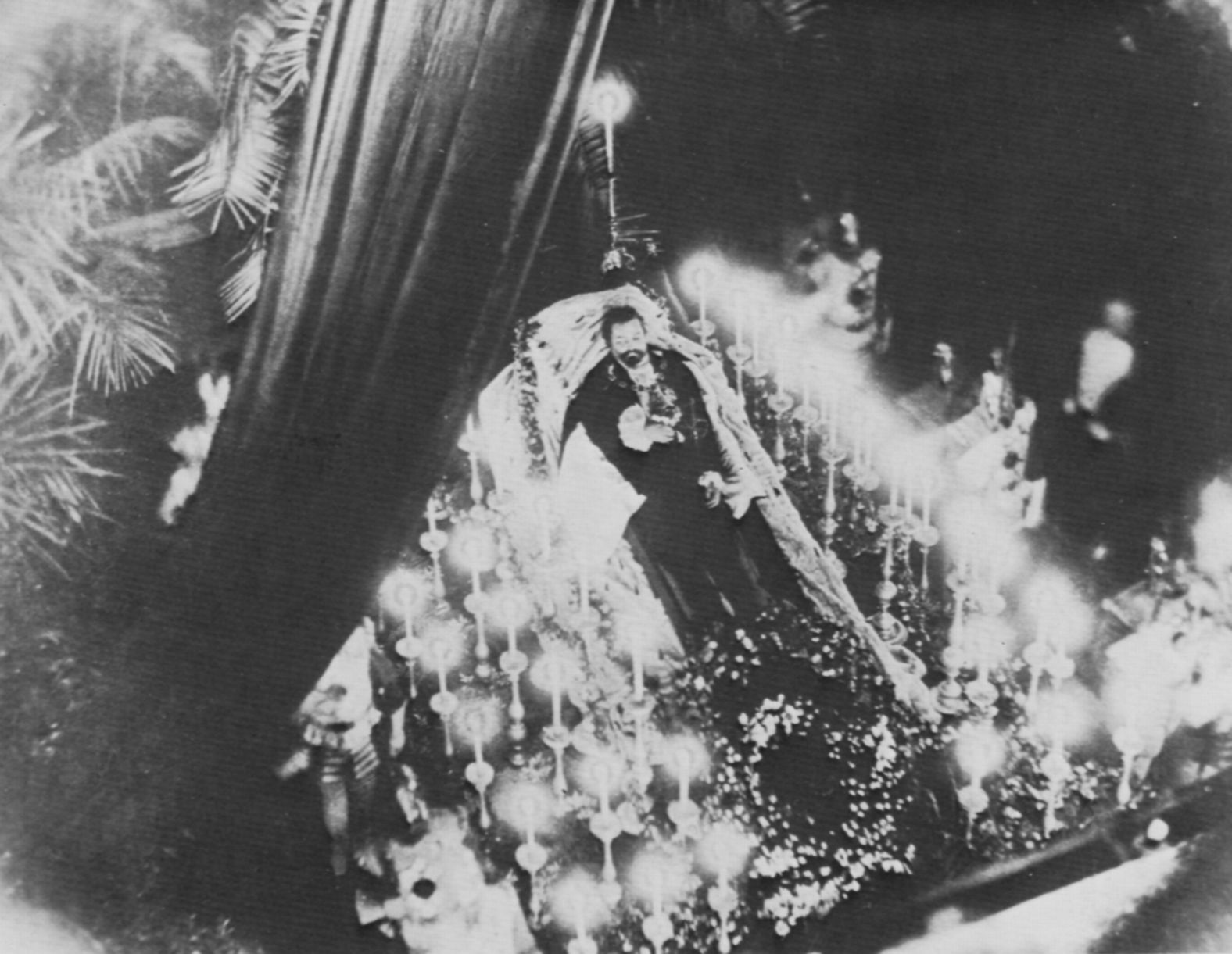
Der zwischen dem 16. und dem 18. Juni 1886 aufgebahrte Leichnam von König Ludwig

- 13. Juni: Ludwig II., König von Bayern (* 1845)
- 14. Juni: Alexander Nikolajewitsch Ostrowski, russischer Dramatiker (* 1823)
- 15. Juni: Pascal Sébah, Photograph im Osmanischen Reich (* 1823)
- 16. Juni: Edwin Percy Whipple, US-amerikanischer Schriftsteller und Essayist (* 1819)
- 17. Juni: Charles Bunbury, britischer Naturforscher und Tagebuchschreiber (* 1809)
- 17. Juni: Anton Höfliger, Schweizer Jurist und Politiker (* 1811)
- 21. Juni: Hugh Welch Diamond, britischer Psychiater und Fotograf (* 1809)

### Drittes Quartal
- 01. Juli: Hermann von Abich, deutscher Mineraloge, Geologe und Forschungsreisender (* 1806)
- 02. Juli: Justus Heer, Schweizer evangelischer Geistlicher (* 1840)
- 10. Juli: Pauline Louise Agnes, Fürstin von Reuß, unter dem Pseudonym Angelica Hohenstein außerdem Schriftstellerin (* 1835)
- 18. Juli: Friedrich Haas, deutsch-schweizerischer Orgelbauer (* 1811)
- 21. Juli: Maximilian Duncker, deutscher Historiker und Politiker (* 1811)
- 21. Juli: Carl Theodor von Piloty, deutscher Maler (* 1826)
- 22. Juli: Emil Scaria, österreichischer Opernsänger (* 1840)
- 29. Juli: Adolf Müller, österreichisch-ungarischer Schauspieler und Komponist (* 1801)
- 29. Juli: Friedrich von Bothmer, bayerischer General der Infanterie (* 1805)

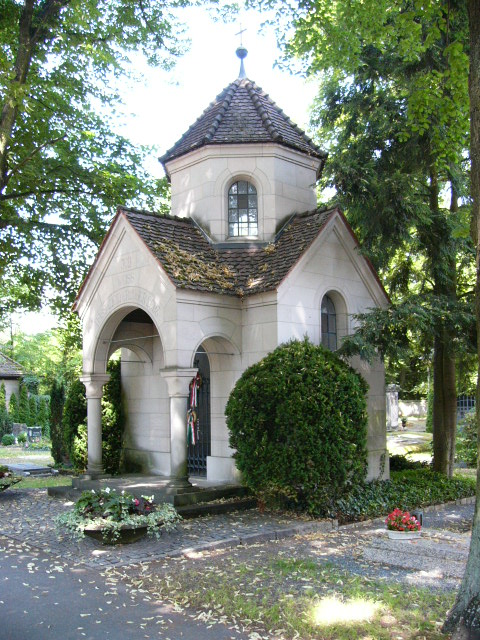
Die Grabanlage von Franz Liszt auf dem Bayreuther Stadtfriedhof

- 31. Juli: Franz Liszt, österreichisch-ungarischer Pianist und Komponist (* 1811)
- 04. August: Samuel J. Tilden, US-amerikanischer Politiker (* 1841)
- 06. August: Wilhelm Scherer, österreichischer Germanist (* 1841)
- 06. August: Katharine Weißgerber, Deutsche, auch bekannt als Schultze Katrin, erhielt das Verdienstkreuz für Frauen und Jungfrauen (* 1818)
- 10. August: Eduard Grell, deutscher Komponist und Organist (* 1800)
- 15. August: Julius Carl Friedrich Aßmann, deutscher Uhrmacher (* 1827)
- 17. August: Alexander Butlerow, russischer Chemiker (* 1828)
- 30. August: Francesco Lacedelli, Tiroler Bergsteiger, Bergführer, Schütze und Uhrmacher (* 1796)
- 03. September: Friedrich Hetzel, deutscher Bankier und Wohltäter (* 1804)
- 04. September: Agustina Gutiérrez Salazar, chilenische Malerin und Zeichnerin (* 1851)
- 10. September: Paul Soleillet, französischer Afrikareisender (* 1842)
- 11. September: Eduard Robert Flegel, deutscher Afrikareisender (* 1852)
- 14. September: Hubert Ries, deutscher Violinspieler und Komponist (* 1802)
- 15. September: Carmine Gori-Merosi, italienischer Kardinal (* 1810)
- 16. September: Carl Damm, deutscher katholischer Priester, Politiker und Teilnehmer an der Revolution 1848/1849 (* 1812)
- 19. September: Edward von Steinle, österreichischer Maler (* 1810)
- 30. September: Franz Adam, deutscher Schlachten- und Pferdemaler sowie Lithograf (* 1815)
- 30. September: Max Preßler, deutscher Ingenieur, Forstwissenschaftler, Erfinder und Ökonom (* 1815)

### Viertes Quartal
- 06. Oktober: Thomas Talbot, US-amerikanischer Politiker (* 1818)
- 08. Oktober: Lorenz Hutschenreuther, deutscher Porzellanunternehmer (* 1817)
- 08. Oktober: Austin F. Pike, US-amerikanischer Politiker (* 1819)
- 08. Oktober: Claus Pavels Riis, norwegischer Dichter (* 1826)
- 10. Oktober: Wilhelm Lehmann, deutscher Auswanderer, Gründer der argentinischen Stadt Rafaela (* 1840)
- 21. Oktober: José Hernández, argentinischer Journalist und Dichter (* 1834)
- 24. Oktober: Friedrich Ferdinand von Beust, österreichischer Politiker (* 1809)
- 24. Oktober: Johannes Dielmann, deutscher Bildhauer (* 1819)

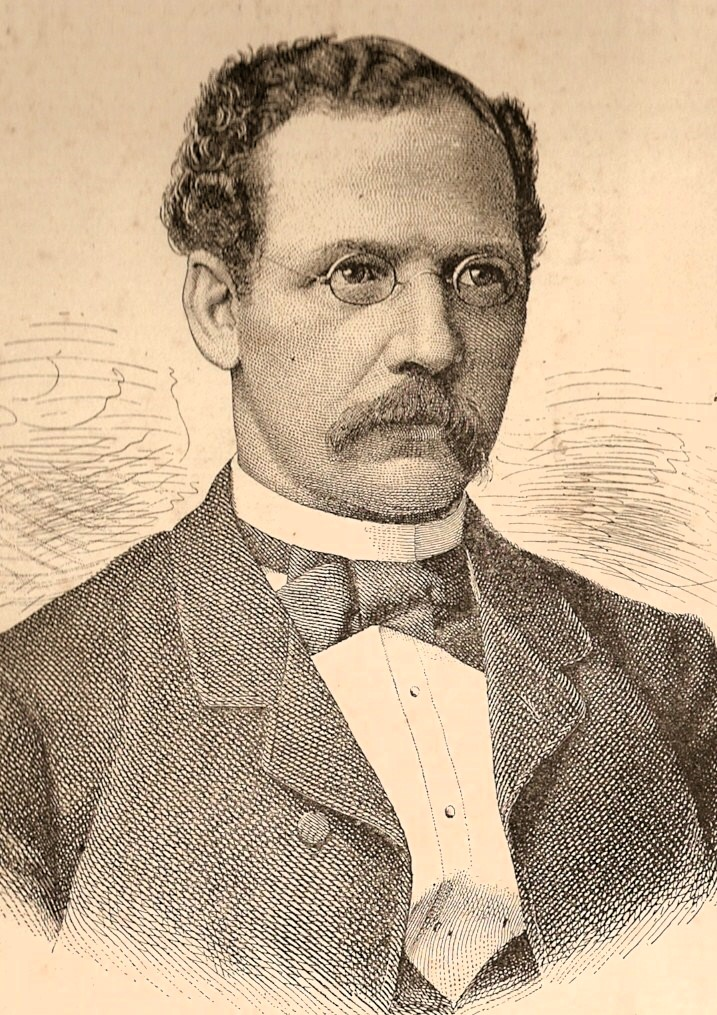
Adolf Lüderitz, um 1885

- 24. Oktober: Adolf Lüderitz, deutscher Kaufmann, Begründer der Kolonie Deutsch-Südwestafrika (* 1834)
- 25. Oktober: Wilhelm Christoph Adolf Schenck zu Schweinsberg, Kreisrat im Großherzogtum Hessen (* 1824)
- 26. Oktober: Giovanni Antonio Vanoni, italienischer Maler (* 1810)
- 31. Oktober: Robert Oswald von Ulrici, deutscher Forstmann und Beamter (* 1816)
- 04. November: Alexander von Münchhausen, hannoverscher Staatsmann (* 1813)
- 07. November: Nathaniel Ellis Atwood, US-amerikanischer Politik (* 1807)
- 10. November: Filipina Brzezińska, polnische Komponistin und Pianistin (* 1800)
- 10. November: Friedrich Traugott Helbig, sächsischer Bildhauer (* 1859)
- 11. November: Gustav Adolf Fischer, deutscher Afrikaforscher (* 1848)
- 11. November: Alexander von Schoeller, österreichischer Großindustrieller und Bankier (* 1805)
- 13. November: Ignaz Dörr, deutscher Orgelbauer (* 1829)
- 17. November: Louis Schlösser, deutscher Komponist und Konzertvirtuose (* 1800)

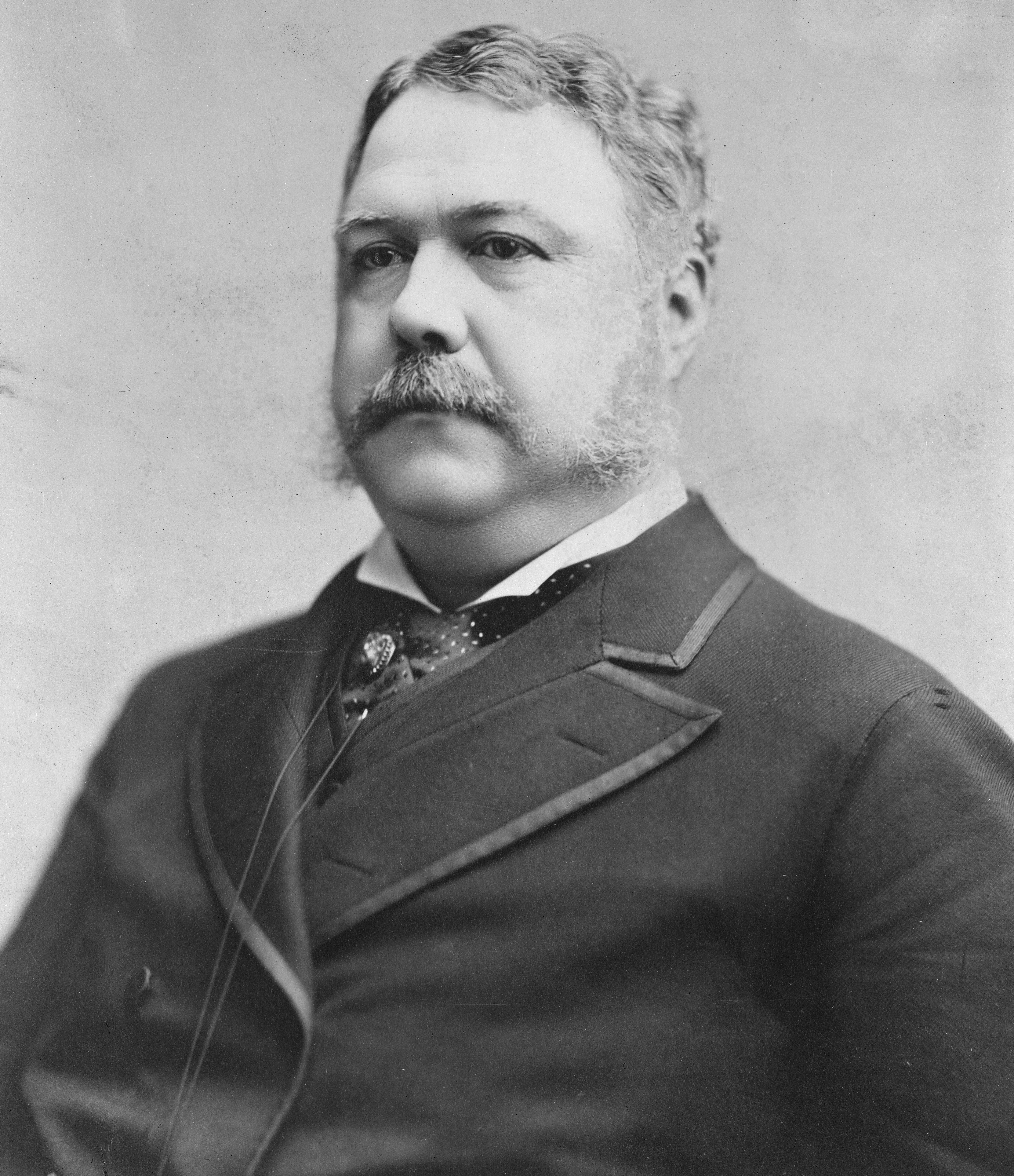
Chester A. Arthur, 1882

- 18. November: Chester A. Arthur, US-amerikanischer Politiker, Präsident der Vereinigten Staaten (* 1829)
- 20. November: John Arnot junior, US-amerikanischer Politiker (* 1831)
- 20. November: John S. Phelps, US-amerikanischer Politiker (* 1814)
- 21. November: Charles Francis Adams, US-amerikanischer Jurist und Politiker (* 1807)
- 21. November: Johannes Scherr, deutscher Kulturhistoriker (* 1817)
- 27. November: Otto Spamer, deutscher Buchhändler und Verleger (* 1820)
- 29. November: Arthur von Seckendorff-Gudent, schweizerisch-österreichischer Forstwissenschaftler (* 1845)
- 01. Dezember: Karl Ludwig Jühlke, deutscher Afrikaforscher (* 1856)
- 02. Dezember: Arnold Ipolyi, ungarischer Geistlicher, Historiker und Kunsthistoriker (* 1823)
- 04. Dezember: Ludwig Arnold, deutscher Jurist (* 1798)
- 04. Dezember: Johann Wilhelm Ernst Wägner, deutscher Schriftsteller und evangelischer Theologe (* 1800)
- 09. Dezember: Johann Philipp Becker, deutscher Politiker und Revolutionär (* 1809)
- 12. Dezember: Bertha Augusti, deutsche Schriftstellerin (* 1827)
- 18. Dezember: Frederick Walker Pitkin, US-amerikanischer Politiker (* 1837)
- 22. Dezember: Otto Möllinger, Schweizer Naturwissenschaftler, Erfinder und Unternehmer (* 1814)
- 26. Dezember: Theodor Oppolzer, österreichischer Astronom (* 1841)
- 29. Dezember: Addison Crandall Gibbs, US-amerikanischer Politiker (* 1825)